# Lons-le-Saunier
Pour les articles homonymes, voir Lons (homonymie).
Lons-le-Saunier (prononciation : [lɔ̃s.lə.so.nje] ) est le chef-lieu du département du Jura, dans la région culturelle et historique de Franche-Comté et la région administrative Bourgogne-Franche-Comté. La ville est située à une altitude de 255 mètres.
Lons-le-Saunier doit son nom à ses sources salées, d'abord exploitées par les Romains, qui ont fait la fortune de familles de Bourgogne, de Vienne et de Chalon à partir du Moyen Âge, mais aussi de nombreuses abbayes et couvents.
Elle compte 17 320 habitants en 2018 dans une agglomération de 26 700 habitants. Ses habitants sont nommés les Lédoniens et les Lédoniennes.

## Géographie

### Localisation
La ville est au cœur du Revermont, au pied du premier plateau du massif jurassien à l'est et au sud, tandis que s'étend à l'ouest la plaine de la Bresse et au nord le vignoble.
La ville est située à des distances relativement similaires (60 à 80 kilomètres à vol d'oiseau) de Besançon, Chalon-sur-Saône, Dijon, Bourg-en-Bresse et Genève en traversant le massif.
Lons-le-Saunier est la troisième plus petite préfecture de département de France par sa superficie après Basse-Terre et Bobigny.

### Communes limitrophes
Le territoire de la commune est limitrophe de ceux de neuf communes :
| Montmorot  | Villeneuve-sous-Pymont | Chille, Pannessières |
| Montmorot  | Lons-le-Saunier        | Perrigny             |
| Courbouzon | Macornay               | Montaigu             |

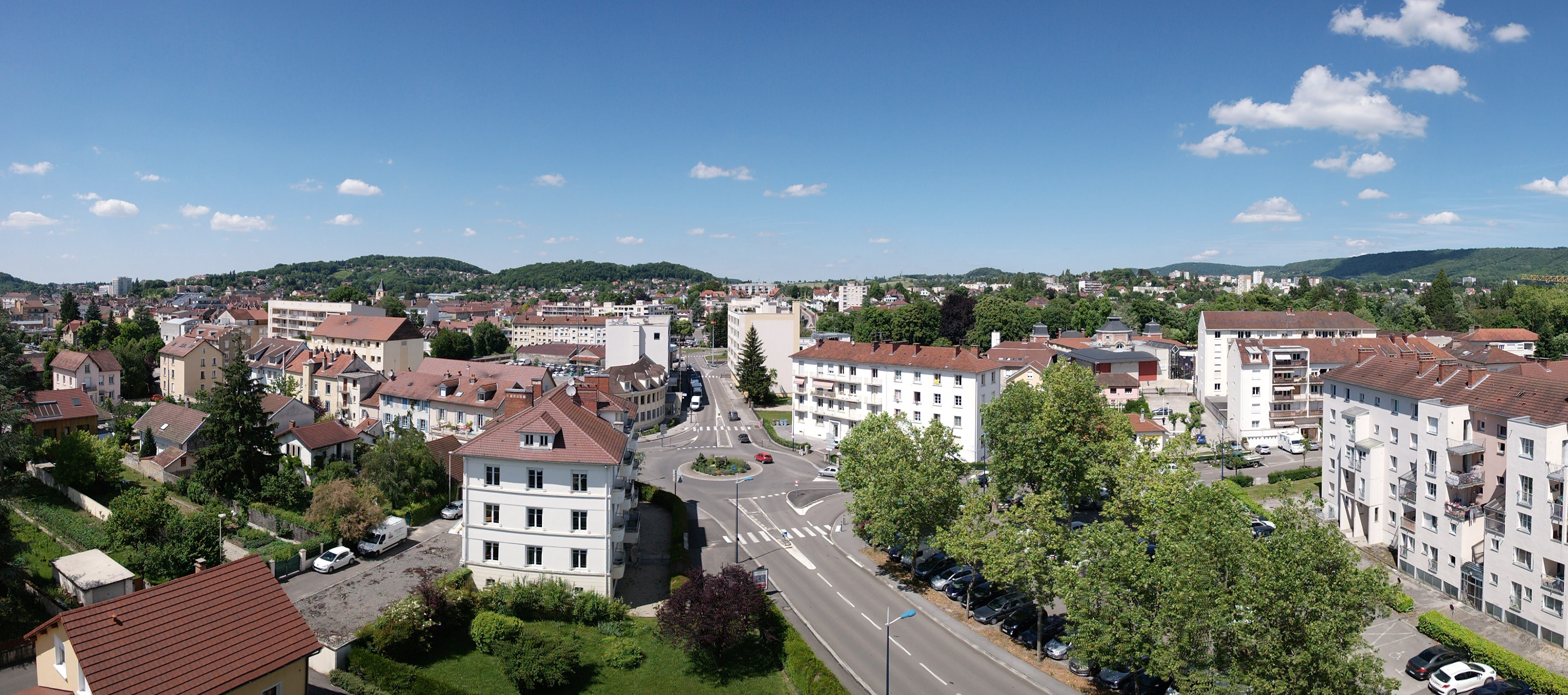
Lons-le-Saunier.
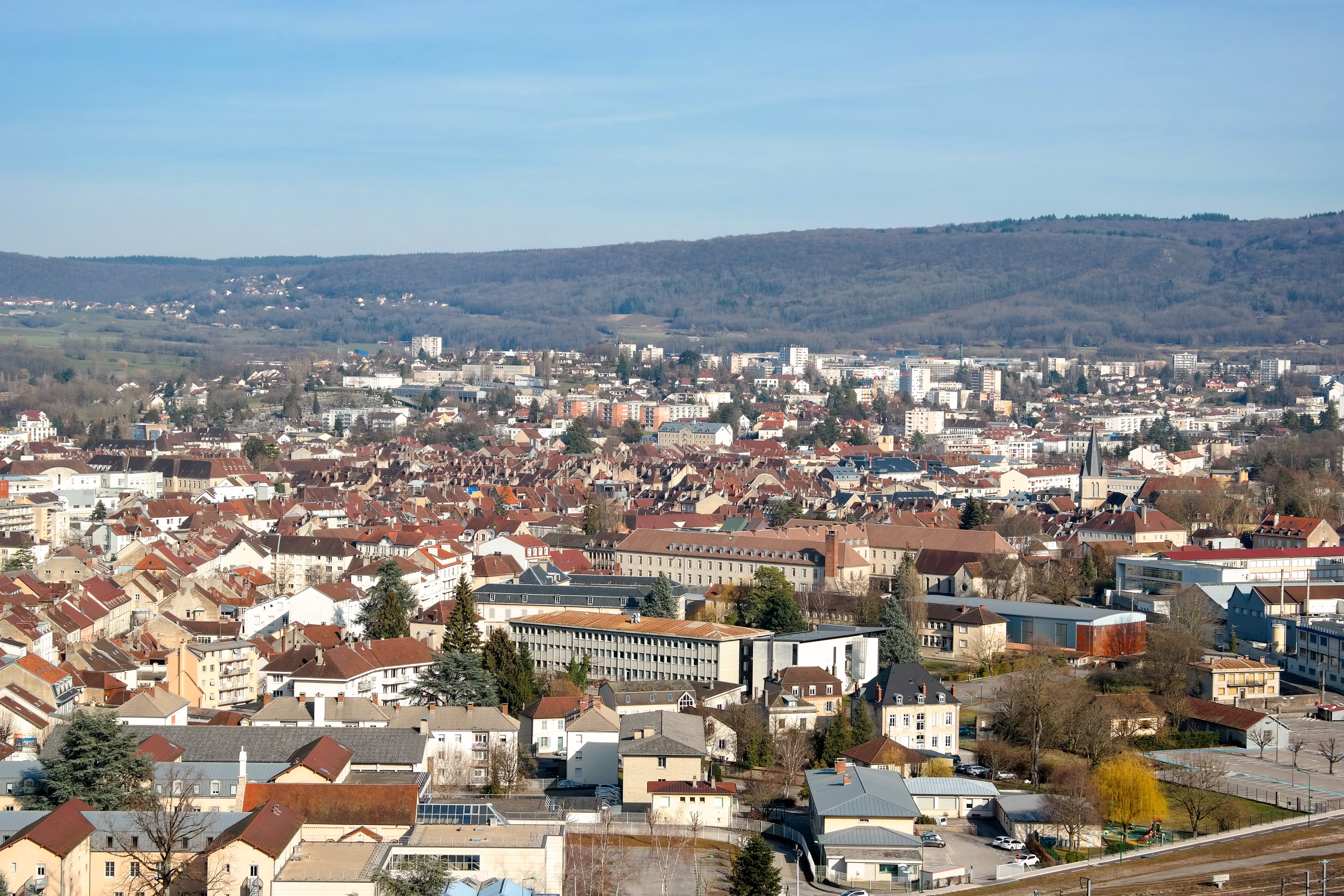
Le centre de Lons-le-Saunier depuis Montciel.

### Géologie
La ville et ses environs reposent sur un faisceau du massif du Jura et sur un gisement de houille de 35 km2 enfoui entre 600 et 700 mètres de profondeur. Il est découvert par plusieurs campagnes de prospection engagées entre 1943 et 1961, mais le charbon n'est pas exploité, seul un captage de gaz de houille est ouvert entre 1948 et 1964,,. Elle repose aussi sur le bassin salifère comtois.

### Hydrographie

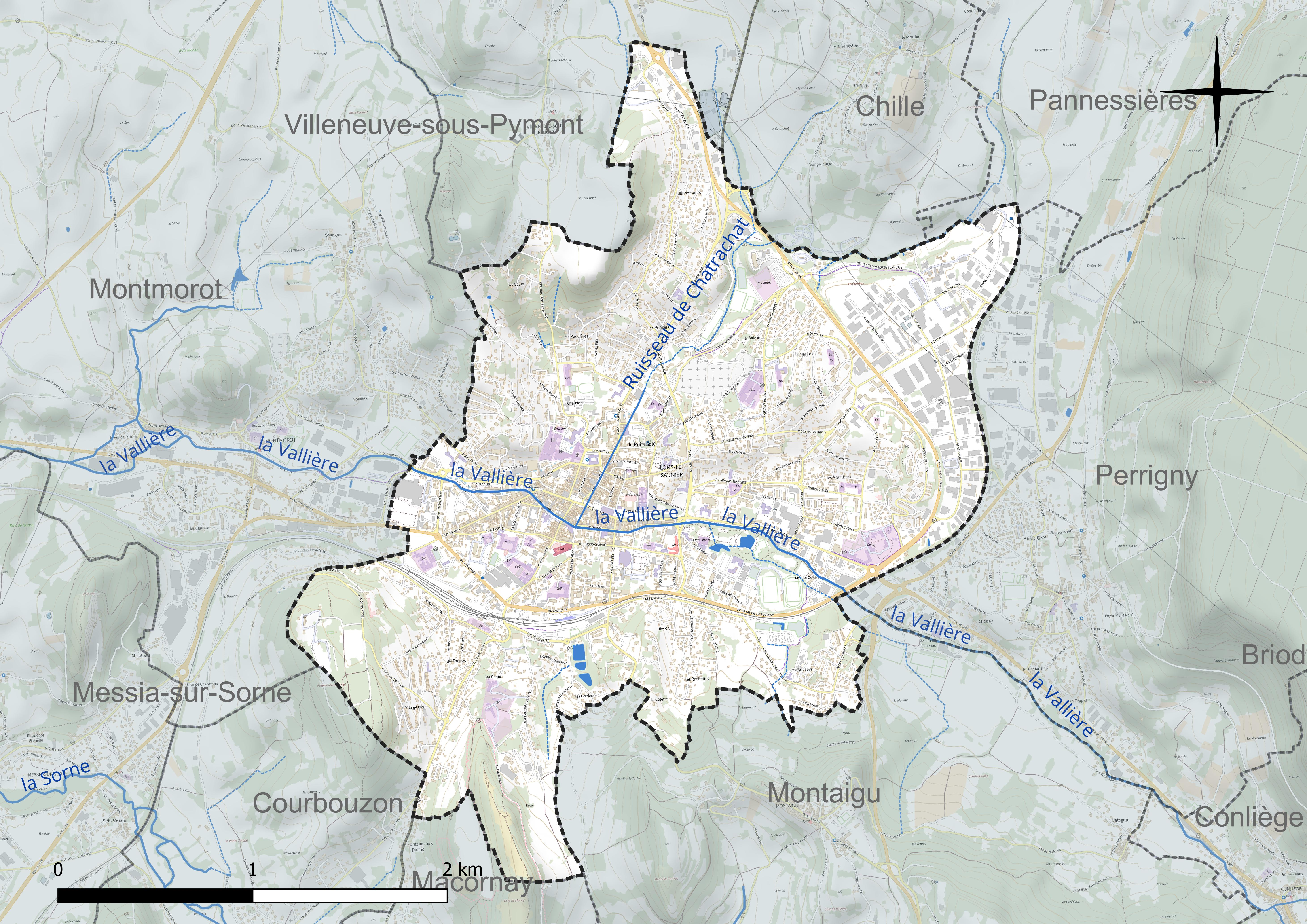
Réseaux hydrographique de Lons-le-Saunier.

La ville est traversée par la Vallière qui prend sa source dans la reculée de Revigny. Autrefois à l'air libre, la rivière a été couverte dans les années 1950 pour des aspects de salubrité (les égouts s'y déversaient). Aujourd'hui, on ne trouve plus qu'un petit tronçon à ciel ouvert en amont de la ville et qui longe le parc des Bains et il ne subsiste qu'un seul pont : le pont de la Guiche.
Il existe une source d'eaux thermales froides (13 °C) et fortement salées (environ 11 g de NaCl/litre).

### Topographie
La région viticole s'étendant au nord est particulièrement réputée, avec notamment les vignobles de l'Étoile, Château-Chalon et Arbois.
Le premier plateau au sud et à l'est offre un attrait touristique avec les lacs de Chalain, Clairvaux-les-Lacs et Vouglans, et les stations de moyenne montagne assez proches comme Les Rousses.

### Climat
Pour des articles plus généraux, voir Climat de la Bourgogne-Franche-Comté et Climat du département du Jura.
En 2010, le climat de la commune est de type climat des marges montargnardes, selon une étude du Centre national de la recherche scientifique s'appuyant sur une série de données couvrant la période 1971-2000. En 2020, Météo-France publie une typologie des climats de la France métropolitaine dans laquelle la commune est exposée à un climat semi-continental et est dans la région climatique  Jura, caractérisée par une forte pluviométrie en toutes saisons (1 000 à 1 500 mm/an), des hivers rigoureux et un ensoleillement médiocre. 
Pour la période 1971-2000, la température annuelle moyenne est de 10,8 °C, avec une amplitude thermique annuelle de 17,4 °C. Le cumul annuel moyen de précipitations est de 1 240 mm, avec 13 jours de précipitations en janvier et 8,9 jours en juillet. Pour la période 1991-2020, la température moyenne annuelle observée sur la station météorologique de Météo-France la plus proche, « Lons le Saunier », sur la commune de Montmorot à 2 km à vol d'oiseau, est de 11,8 °C et le cumul annuel moyen de précipitations est de 1 147,4 mm. 
La température maximale relevée sur cette station est de 39,8 °C, atteinte le 12 août 2003 ; la température minimale est de −19,6 °C, atteinte le 9 janvier 1985,,. 
| Mois                                  | jan.             | fév.             | mars           | avril           | mai             | juin           | jui.            | août           | sep.           | oct.            | nov.            | déc.            | année      |
| ------------------------------------- | ---------------- | ---------------- | -------------- | --------------- | --------------- | -------------- | --------------- | -------------- | -------------- | --------------- | --------------- | --------------- | ---------- |
| Température minimale moyenne (°C)     | 0,6              | 0,8              | 3,8            | 6,4             | 10,1            | 13,6           | 15,5            | 15,3           | 11,8           | 8,8             | 4,1             | 1,3             | 7,7        |
| Température moyenne (°C)              | 3,3              | 4,2              | 8,1            | 11,3            | 15,1            | 18,7           | 20,7            | 20,5           | 16,5           | 12,5            | 7,1             | 3,9             | 11,8       |
| Température maximale moyenne (°C)     | 6                | 7,6              | 12,4           | 16,1            | 20              | 23,8           | 25,9            | 25,8           | 21,3           | 16,2            | 10,1            | 6,6             | 16         |
| Record de froid (°C) date du record   | −19,6 09.01.1985 | −15,8 11.02.1986 | −12,2 01.03.05 | −3,8 10.04.1977 | −0,2 03.05.1979 | 1,7 01.06.1986 | 6,6 04.07.1984  | 4,8 30.08.1998 | 0,4 29.09.1972 | −4,2 30.10.1997 | −9,2 23.11.1998 | −15 30.12.05    | −19,6 1985 |
| Record de chaleur (°C) date du record | 17,2 01.01.23    | 20,8 24.02.21    | 23,8 31.03.21  | 28,3 30.04.05   | 32,4 24.05.09   | 36,6 18.06.22  | 39,4 31.07.1983 | 39,8 12.08.03  | 33,7 10.09.23  | 29 04.10.1985   | 22,4 08.11.15   | 19,9 16.12.1989 | 39,8 2003  |
| Précipitations (mm)                   | 83               | 76,6             | 79,7           | 91,5            | 113             | 88,8           | 95,4            | 95,3           | 95             | 112,4           | 117,2           | 99,5            | 1 147,4    |

| Diagramme climatique                                  |            |             |             |           |              |              |              |            |              |              |            |
| J                                                     | F          | M           | A           | M         | J            | J            | A            | S          | O            | N            | D          |
| 60,683                                                | 7,60,876,6 | 12,43,879,7 | 16,16,491,5 | 2010,1113 | 23,813,688,8 | 25,915,595,4 | 25,815,395,3 | 21,311,895 | 16,28,8112,4 | 10,14,1117,2 | 6,61,399,5 |
| Moyennes : • Temp. maxi et mini °C • Précipitation mm |            |             |             |           |              |              |              |            |              |              |            |

Les paramètres climatiques de la commune ont été estimés pour le milieu du siècle (2041-2070) selon différents scénarios d'émission de gaz à effet de serre à partir des nouvelles projections climatiques de référence DRIAS-2020. Ils sont consultables sur un site dédié publié par Météo-France en novembre 2022.

### Milieux naturels et biodiversité
La commune possède une réserve naturelle régionale (RNR), la Côte de Mancy, créée en 2010, réserve qu'elle partage avec la commune de Macornay. De 1996 à 2008, c'était une réserve naturelle volontaire.

## Urbanisme

### Typologie
Au 1er janvier 2024, Lons-le-Saunier est catégorisée centre urbain intermédiaire, selon la nouvelle grille communale de densité à sept niveaux définie par l'Insee en 2022.
Elle appartient à l'unité urbaine de Lons-le-Saunier, une agglomération intra-départementale regroupant onze  communes, dont elle est ville-centre,,. Par ailleurs la commune fait partie de l'aire d'attraction de Lons-le-Saunier, dont elle est la commune-centre,. Cette aire, qui regroupe 139 communes, est catégorisée dans les aires de 50 000 à moins de 200 000 habitants,.

### Occupation des sols

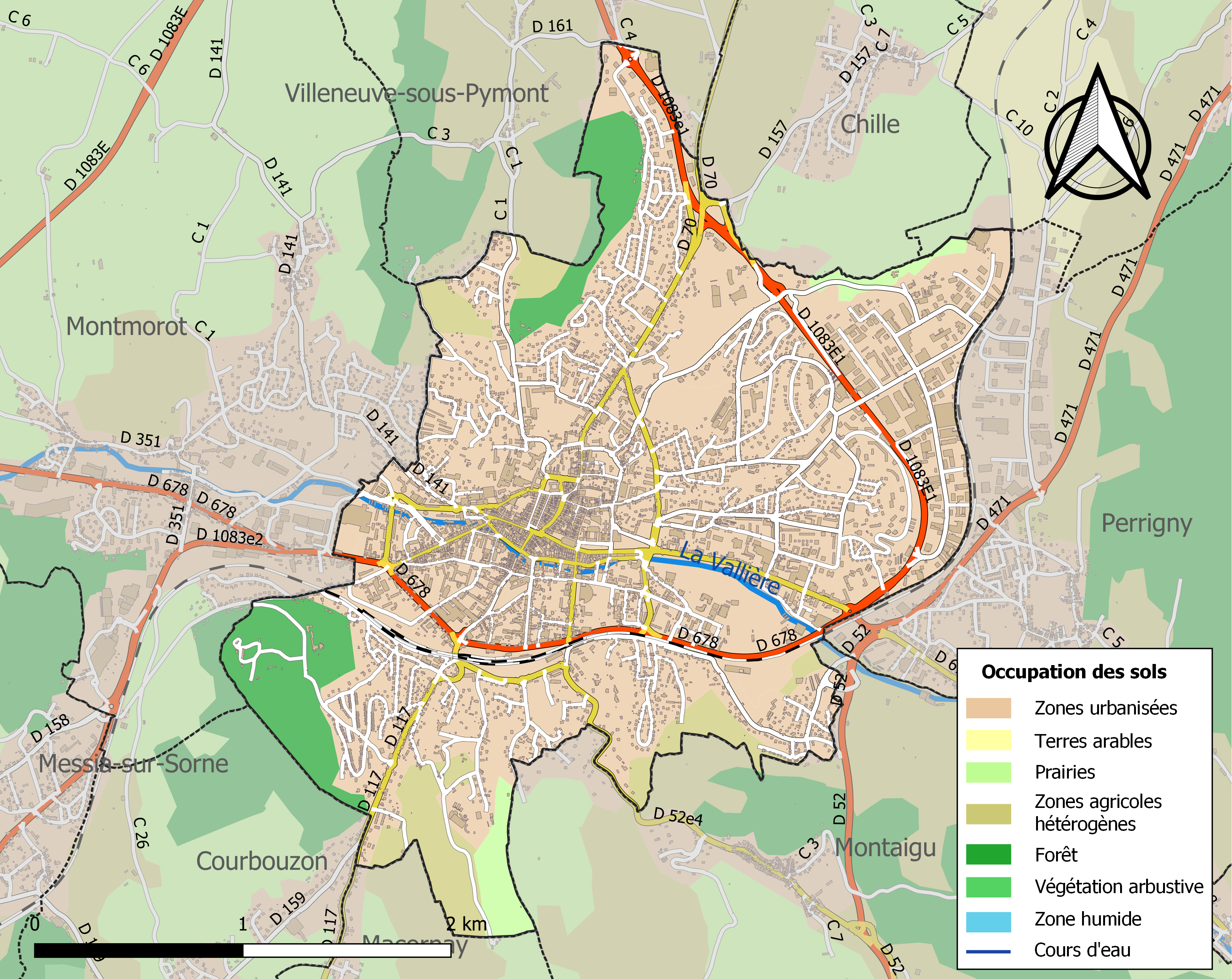
Carte des infrastructures et de l'occupation des sols de la commune en 2018 (CLC).

L'occupation des sols de la commune, telle qu'elle ressort de la base de données européenne d’occupation biophysique des sols Corine Land Cover (CLC), est marquée par l'importance des territoires artificialisés (84,9 % en 2018), en augmentation par rapport à 1990 (81,6 %). La répartition détaillée en 2018 est la suivante : 
zones urbanisées (66,6 %), zones industrielles ou commerciales et réseaux de communication (18,3 %), forêts (7,2 %), zones agricoles hétérogènes (5,9 %), prairies (2,1 %). L'évolution de l’occupation des sols de la commune et de ses infrastructures peut être observée sur les différentes représentations cartographiques du territoire : la carte de Cassini (XVIIIe siècle), la carte d'état-major (1820-1866) et les cartes ou photos aériennes de l'IGN pour la période actuelle (1950 à aujourd'hui).

### Voies de communications et transport
Lons-le-Saunier a une proximité relative avec l'autoroute A39, ce qui la met à une heure et quart de Dijon et à une heure et demie de Lyon. La gare de Lons-le-Saunier se trouve sur la ligne Strasbourg - Lyon.

#### Grandes voies de circulation routière

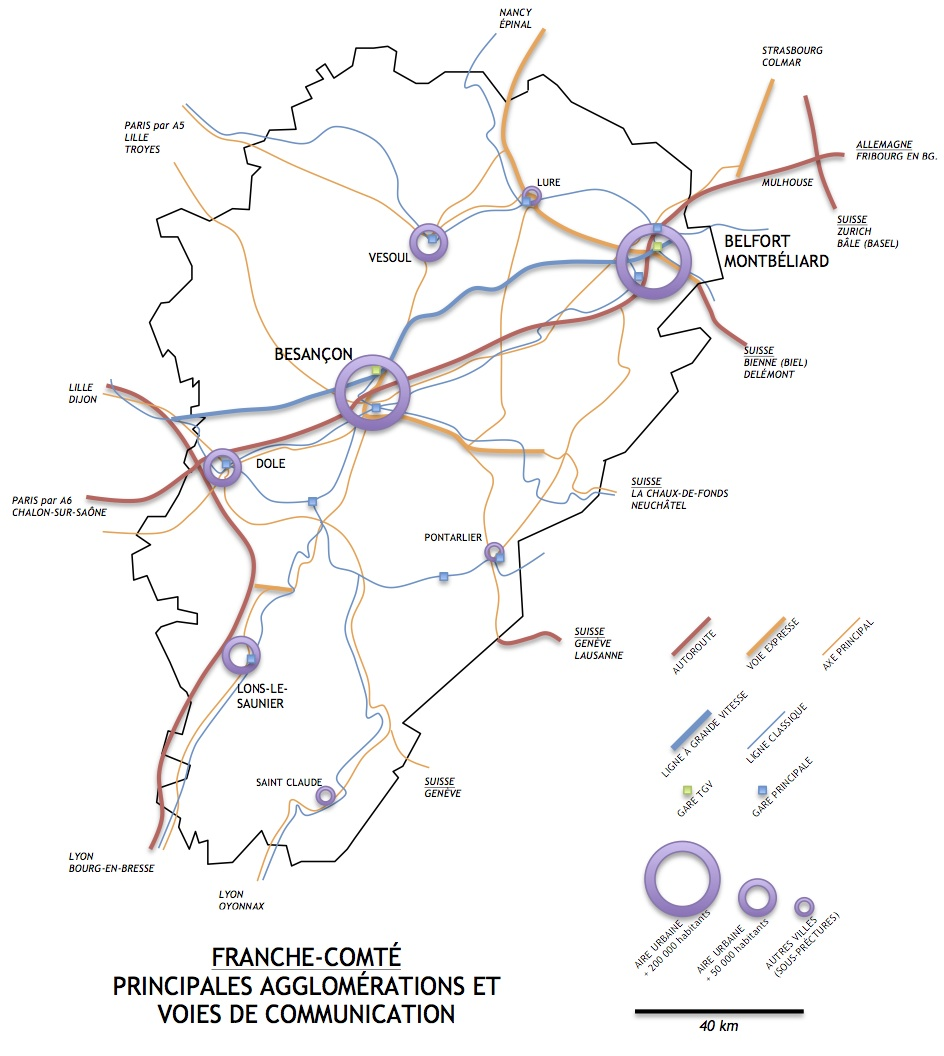
Situation de Lons-le-Saunier au sein des voies de communications franc-comtoises.

La ville est un nœud routier. Elle est traversée par la RD 1083 (ex-RN 83) reliant Bourg-en-Bresse au sud et Besançon au nord-est, la RD 678 (ex-RN 78) avec Louhans et Chalon-sur-Saône vers l'ouest et la Suisse vers l'est (via la RN 5) rejointe à Saint-Laurent-en-Grandvaux.
L'autoroute A39 passe à une dizaine de kilomètres à l'ouest (péage de Beaurepaire-en-Bresse sur la commune du même nom). D'autres routes départementales irriguent la campagne bressane et le premier plateau.

#### Autres voies de circulation
Le tableau ci-dessous résume les voies de circulation automobile, cyclable ou pédestre présentes sur le territoire de la commune, hors les grandes artères déjà mentionnées dans la section précédente.
| 223 odonymes recensés à Lons-le-Saunier au 16 novembre 2013   | 223 odonymes recensés à Lons-le-Saunier au 16 novembre 2013 | 223 odonymes recensés à Lons-le-Saunier au 16 novembre 2013 | 223 odonymes recensés à Lons-le-Saunier au 16 novembre 2013 | 223 odonymes recensés à Lons-le-Saunier au 16 novembre 2013 | 223 odonymes recensés à Lons-le-Saunier au 16 novembre 2013 | 223 odonymes recensés à Lons-le-Saunier au 16 novembre 2013 | 223 odonymes recensés à Lons-le-Saunier au 16 novembre 2013 | 223 odonymes recensés à Lons-le-Saunier au 16 novembre 2013 | 223 odonymes recensés à Lons-le-Saunier au 16 novembre 2013 | 223 odonymes recensés à Lons-le-Saunier au 16 novembre 2013 | 223 odonymes recensés à Lons-le-Saunier au 16 novembre 2013 | 223 odonymes recensés à Lons-le-Saunier au 16 novembre 2013 | 223 odonymes recensés à Lons-le-Saunier au 16 novembre 2013 | 223 odonymes recensés à Lons-le-Saunier au 16 novembre 2013 | 223 odonymes recensés à Lons-le-Saunier au 16 novembre 2013 | 223 odonymes recensés à Lons-le-Saunier au 16 novembre 2013 |
| Cité                                                          | Ave.                                                        | Bld                                                         | Chemin                                                      | Cours                                                       | Imp.                                                        | Montée                                                      | Promenade                                                   | Place                                                       | Esplanade                                                   | Carrefour                                                   | Route                                                       | Rue                                                         | Ruelle                                                      | Square                                                      | Autres                                                      | Total                                                       |
| ------------------------------------------------------------- | ----------------------------------------------------------- | ----------------------------------------------------------- | ----------------------------------------------------------- | ----------------------------------------------------------- | ----------------------------------------------------------- | ----------------------------------------------------------- | ----------------------------------------------------------- | ----------------------------------------------------------- | ----------------------------------------------------------- | ----------------------------------------------------------- | ----------------------------------------------------------- | ----------------------------------------------------------- | ----------------------------------------------------------- | ----------------------------------------------------------- | ----------------------------------------------------------- | ----------------------------------------------------------- |
| 1                                                             | 14                                                          | 6                                                           | 25                                                          | 2                                                           | 8                                                           | 3                                                           | 1                                                           | 16                                                          | 1                                                           | 1                                                           | 4                                                           | 137                                                         | 0                                                           | 3                                                           | 1                                                           | 223                                                         |
| Notes « N »                                                   |                                                             |                                                             |                                                             |                                                             |                                                             |                                                             |                                                             |                                                             |                                                             |                                                             |                                                             |                                                             |                                                             |                                                             |                                                             |                                                             |
| Sources : rue-ville.info & OpenStreetMap & FNACA-GAJE du Jura |                                                             |                                                             |                                                             |                                                             |                                                             |                                                             |                                                             |                                                             |                                                             |                                                             |                                                             |                                                             |                                                             |                                                             |                                                             |                                                             |

#### Transport ferroviaire
La gare de Lons-le-Saunier est située sur la ligne de Mouchard à Bourg-en-Bresse. Le tronçon entre Saint-Amour et Mouchard a été électrifié en 1997 seulement, ce qui a permis de voir passer les rames TGV (un train quotidien de Strasbourg à Marseille). Cette desserte du TGV Strasbourg-Marseille via la ligne du Revermont a été suspendue temporairement par la SNCF en décembre 2018, le temps des travaux d'agrandissement en gare de Lyon Part-Dieu. La suppression de la desserte TGV de Lons-le-Saunier est finalement confirmée en 2023, pour cause de rentabilité. Les liaisons TER desservent principalement la capitale franc-comtoise Besançon, avec un début de cadencement. La gare est également desservie par 3 à 4 TER A/R Lyon-Belfort.

##### Projet de ligne à grande vitesse
La branche sud de la LGV Rhin-Rhône était programmée pour passer à proximité de l'autoroute A39, où une gare entre Lons et Louhans devait être créée (Gare Bressane). La ville aurait alors disposé d'une gare TGV permettant de rejoindre Strasbourg en 2 h, Lyon en 40 minutes et Paris en moins de 2 h. Compte tenu des difficultés de réalisation (coût économique et écologique) et des oppositions au projet, celui-ci a été abandonné et seule la branche est de cette LGV a effectivement été réalisée.

#### Transports en commun

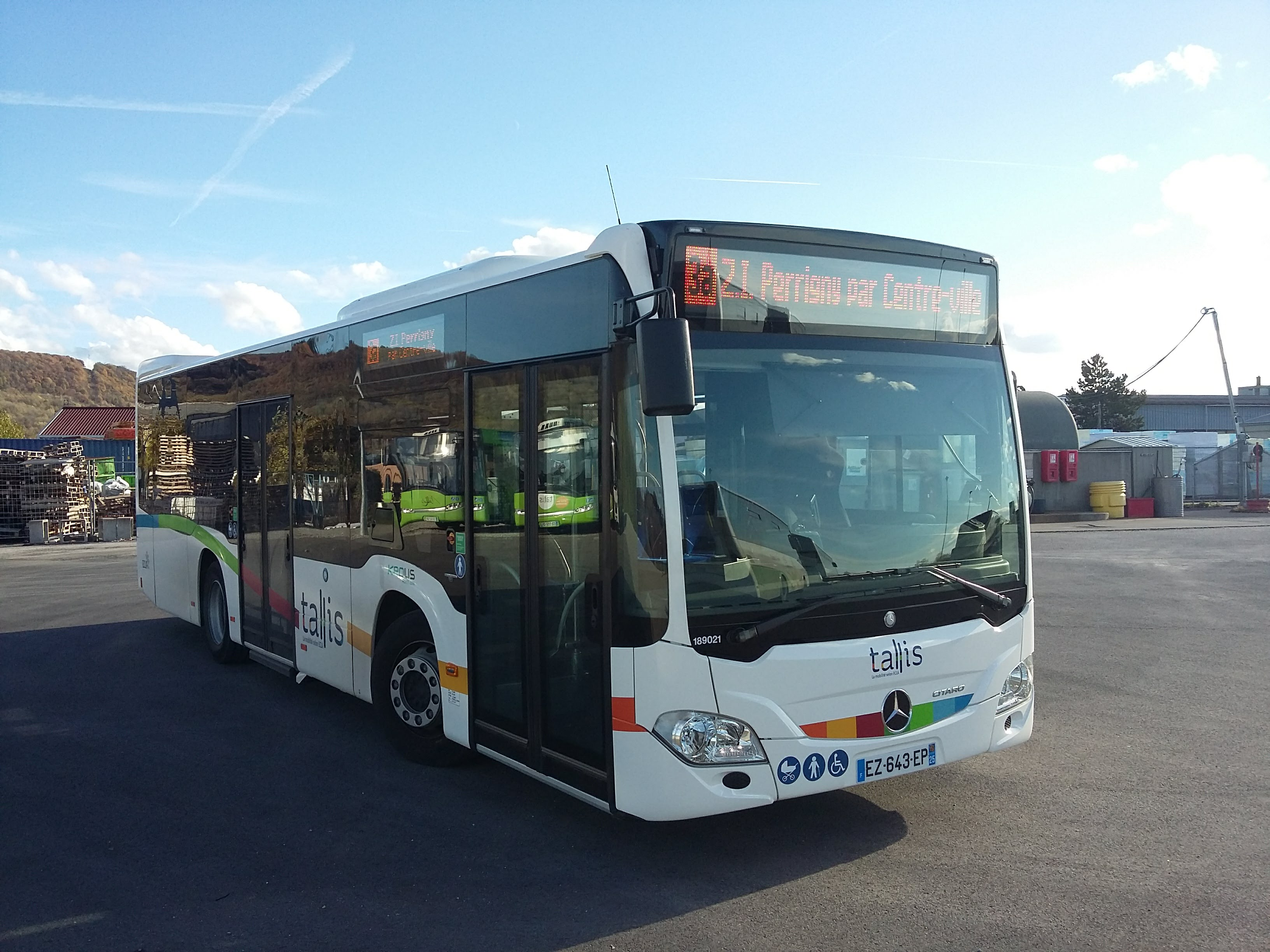
Bus urbain du réseau ECLA Mobilités.

Une liaison routière en car (ligne 301 du réseau Mobigo) permet de rejoindre en une heure la gare de Dole-Ville pour les liaisons TGV au départ ou à destination de Paris via Dijon.
La société FlixBus proposait des liaisons routières quotidiennes à destination de Dijon et Paris, ainsi que d'autres villes françaises et européennes à moindre fréquence, depuis l'arrêt de l'entreprise Transarc située En Bercaille. Cet arrêt à Lons-le-Saunier a été supprimé, au profit de celui de Dole, qui est desservi par les lignes en direction de Lyon/Grenoble vers le sud et Strasbourg/Nuremberg/Prague vers le nord.
La gare routière, entièrement réaménagée en 2024, sise sur le parking de la gare ferrée de Lons-le-Saunier, est le point de départ des lignes de transport par cars de la région.
La ville de Lons-le-Saunier et quelques communes voisines sont reliées par le service de bus urbains du réseau ECLA Mobilités, et par un service de transport à la demande sur réservation.

#### Contournement routier de l'ouest: effectif depuis 2016
L'idée d'un contournement ouest de Lons-le-Saunier, lancée en 1963, n’avait jamais pu aboutir (avis défavorable à l'issue d'une enquête publique en 1997 (le tracé était dommageable par ses impacts environnementaux et urbanistiques et il était en outre d’« une fonctionnalité incomplète »). À cause de la décentralisation, le projet porté par l'État a été transmis au conseil général du Jura qui en reprend la maîtrise d'ouvrage depuis 2007.[réf. souhaitée]
Le contournement est une route bidirectionnelle à une voie (2x1 voie) avec quelques créneaux de dépassement. La Vallière et la Sorne sont franchies chacune par un viaduc. Le contournement démarre au nord au niveau du carrefour actuel RD 1083-RD 38, qui est aménagé en giratoire. Après avoir croisé la RD 678 au niveau du carrefour avec la RD 470 (giratoire futur), il se termine au sud au niveau du carrefour RD 1083 (ex-RN83)-RD 30[réf. nécessaire].
Le tracé passe dans les communes de Plainoiseau, L'Étoile, Montmorot, Courlans, Messia-sur-Sorne, Chilly-le-Vignoble et Gevingey. Mais pas dans la commune de Lons-le-Saunier.
Le coût du projet est de 46 M€. Le financement a été assuré à parts presque égales par l'État (27,5 %), le conseil régional de Franche-Comté (24 %), le conseil général du Jura (24 %) et la Communauté de communes du bassin lédonien (23,5 %).
Un autre projet bien moins avancé vise à détourner le parcours actuel des camions qui empruntent la RD 678 en provenance ou à destination du massif. Ces camions traversent actuellement avec de lourdes nuisances les communes de Revigny, Conliège et Perrigny avant de rejoindre la rocade lédonienne, la RD 52 leur étant interdite à cause de la trop forte pente (13 %). Plusieurs tracés ont fait l'objet d'études préliminaires mais vu les coûts et les enjeux des territoires traversés, il est probable que le projet ne voie pas le jour avant 15 à 20 ans.

## Toponymie
Le nom de la localité est attesté sous les formes Laons en 1233, dou Poys de Lons 1290, Pois de Laon 1295, dou Pois de Laon lou Sanier 1310-11, Lons le Sanier en 1315, de Ledone Salnerii en 1397, (forme latinisée).
Lons est un type toponymique obscur en l'absence de formes remontant au Haut Moyen Âge, sans doute est-il d'origine gauloise. Les formes Laon, bien que peu anciennes, suggèrent une possible évolution parallèle à celle de Laon, c'est-à-dire Lugdunum[réf. nécessaire], type toponymique celtique bien attesté et pléthorique (même en Angleterre) composé de Lug « dieu Lug » + -dunon (avec la désinence latine -um) « forteresse » ou « citadelle, enceinte fortifiée, mont. ». Cependant, si -on constitue bien une trace de l'ancien appellatif gaulois dunum, le premier élément pourrait représenter le nom de personne gaulois Litu, Litus, ce qui suppose l'évolution phonétique *Litódunu(m) > *Litodónu(m) > *Lioónu(m).
Le déterminant complémentaire le Sanier ou le Saunier apparaît tardivement au Moyen Âge. En revanche, le nom commun saunier est attesté plus précocement en français chez Geffrei Gaimar, Histoire des Anglais, sous la forme salnier vers 1140, au sens de « celui qui débite et vend le sel », puis dans un recueil d'actes des XIIe et XIIIe siècles, Ban sur le sel, sous la forme saulnier au sens de « celui qui fabrique le sel ». On avait en latin médiéval une forme salinarius (dérivé de salinae, salines), attestée en 1086, déjà au sens de « fabricant de sel ». On ne sait à quel personnage ce déterminant fait référence, à moins que le Saunier désigne le travail du sel de la localité prise dans son ensemble et personnifiée.

## Histoire
Le site est connu dès la préhistoire, la fondation de la ville remonte au moins à l'horizon 100 av. J.-C. ; les Séquanes dominaient alors la région jusqu'à la conquête romaine. Les ressources en sel étaient déjà exploitées (cf. salines de Lons-le-Saunier et histoire du sel du Jura).

### Du Moyen Âge auXVIIIesiècle
Il est fait mention d'un castrum en 1097 ; en 1237, c'est le château de Jean de Chalon. Reconstruction de l'enceinte fortifiée initiale, à partir de 1364, les quartiers du Puits Salé et de Saint-Désiré n'en faisant pas partie. Le château est probablement transformé vers la fin du XIVe siècle. Il est endommagé par un incendie en 1510 et abandonné après 1530.
La seigneurie de Lons-le-Saunier s'organise à partir des trois châteaux de Pymont (à la Maison de Vienne, avec Saint-Désiré), Montmorot (aux sires de ce nom, fondus dans les Vienne-Pymont), et Montaigu (à plusieurs branches de la maison comtale de Bourgogne dite de Chalon). En 1364, un accord entre les châteaux de Pymont et Montaigu et la ville de Lons-le-Saunier précise qu'en cas de danger, des cornes d'appel serviraient à lancer un appel à l'aide ; des secours devront être portés à celui qui cornera. Finalement, par des mariages ou cessions, la baronnie de Lons-le-Saunier est unifiée vers 1400 au profit des Chalon-Arlay (Louis Ier et son fils Jean III d'Arlay ; à partir de ce dernier, les barons de Lons-le-Saunier sont princes d'Orange : ainsi Philibert, né à Lons-le-Saunier le 18 mars 1502).

Le Lons-le-Saunier du XVIe siècle est abordé dans la Description de la Franche-Comté de 1552 :

« […] Lons-le-Saunier, ville charmante par-dessus toutes, [est] située dans une plaine. De nos jours, il s'y tient un marché célèbre.[…] Mais d'après nos propres souvenirs, trois incendies accidentels ont détruit Lons-le-Saunier, dont l'église, consacrée à Saint Désiré, a été reconstruite presque de fond en comble par les soins de révérendissime prélat, Guillaume de Poupet. […] Il y a là deux communautés, l'une des Franciscains, qui veulent maintenant s’appeler Franciscains de l'Observance, l'autre de Religieuses. La ville est percée de rues assez larges et droites, avec beaucoup de maisons élégantes et magnifiques. Des fossés pleins d'eau qui corrompent souvent l'air de leurs émanations l'entourent, et de grands faubourgs l'embrassent de tous côtés. »

En juin 1637, durant la guerre de Dix Ans, les Français font le siège de la ville. Le mestre de camp Christophe de Raincourt tient jusqu'au 6 juillet, jour où les Français ouvrent une brèche dans la muraille. De Raincourt met le feu à la ville et se retranche dans les ruines du château. Il se rend au bout de huit jours, à court de munitions et de vivres.
En décembre 1673, Lacuzon doit céder le commandement de la place au baron de Chastenois, alors que les Français se présentaient sous les murailles de la ville, sous les ordres du comte d'Apremont.
Début mars 1674, Le duc de Navailles commandant de l'armée française, rentre à Lons-le-Saunier dont Lacuzon et ses troupes s'étaient retirés quelques jours auparavant pour aller renforcer la défense de Salins qui devenait le cœur de la défense espagnole. Lons passe définitivement sous la souveraineté française.
De 1674 à 1688, les fossés sont comblés et les fortifications sont progressivement démolies entre 1716 à 1758. Des ruines sont arasées en 1735 pour la construction de l'hôtel de ville. Quelques vestiges de l'enceinte subsistent jusqu'au milieu du XIXe siècle dans le clos des Cordeliers.

### Révolution française
Au cours de la Révolution française, la commune porte provisoirement le nom de Franciade.
Lons-le-Saunier est le chef-lieu du département du Jura, d'après la loi du 2 pluviôse an VIII (22 janvier 1800).

### Seconde Guerre mondiale
Le docteur Jean Michel (Jean-Marie-Vital Michel), chirurgien de l'hôpital de Lons-le-Saunier, est torturé et abattu par l'occupant allemand le 27 avril 1944 en représailles des soins apportés à des maquisards blessés.
Lons-le-Saunier est libérée le 2 septembre 1944 par les troupes débarquées en Provence.

## Politique et administration

### Tendances politiques et résultats

#### Élections présidentielles
Les résultats du second tour de l'élection présidentielle de 2017 à Lons-le-Saunier sont les suivants : Emmanuel Macron (En Marche !) arrive à la première place avec 72,61 % des voix. Il devance Marine Le Pen (Front national) qui récolte 27,39 % des voix. Emmanuel Macron était aussi arrivé en première position au premier tour (24,75 % des votes).
On décompte 6,1 % de votes blancs et 2,2 % de votes nuls parmi les votants.

#### Élections régionales
La ville de Lons-le-Saunier place la liste "Notre Région Par Cœur" menée par Marie-Guite Dufay, présidente sortante (PS) en tête, dès le 1er tour des élections régionales de 2021 en Bourgogne-Franche-Comté, avec 33.8 % des suffrages. Lors du second tour, les habitants décideront de placer de nouveau la liste de "Notre Région Par Cœur", avec cette fois-ci, près de 52.86 % des suffrages. Loin devant les autres listes menées par Gilles Platret (LR) en seconde position avec 20.54 %, Julien Odoul (RN), troisième avec 17.26 % et en dernière position celle de Denis Thuriot (LaREM) avec 9.34 %. Il est important de souligner une abstention record lors de ces élections qui n'ont pas épargné la ville de Lons-le-Saunier avec lors du premier tour 67.24 % d'abstention et au second, 64.96 %.

#### Élections départementales
La partie de la ville de Lons-le-Saunier faisant partie du canton de Lons-le-Saunier-1 place le binôme de Thomas Barthelet (DVG) et de Christelle Plathey (DVG), en tête, dès le 1er tour des élections départementales de 2021 dans le Jura, avec 45,98 % des suffrages. Lors du second tour, les habitants décideront de placer de nouveau le binôme de Thomas Barthelet (DVG) et de Christelle Plathey (DVG), en tête, avec cette fois-ci, près de 51,87 % des suffrages. Devant l'autre binôme menée par Christophe Bois (DVD) et Céline Trossat (DVD) qui obtient 48,13 %. Il est important de souligner une abstention record lors de ces élections qui n'ont pas épargné la ville de Lons-le-Saunier avec lors du premier tour 63,99 % d'abstention et au second, 61,99 %.
La partie de la ville de Lons-le-Saunier faisant partie du Canton de Lons-le-Saunier-2 place le binôme de Cyrille Brero (UD) et Yoanna Wancauwenberghe (UD), en tête, dès le 1er tour des élections départementales de 2021 dans le Jura, avec 34,20 % des suffrages. Lors du second tour, les habitants décideront de placer de nouveau le binôme de Cyrille Brero (UD) et Yoanna Wancauwenberghe (UD), en tête, avec cette fois-ci, près de 53,82 % des suffrages. Devant l'autre binôme menée par Ivan Bourgeois (DVG) et Émilie Gougeon (DVG) qui obtient 46,18 %. Il est important de souligner une abstention record lors de ces élections qui n'ont pas épargné la ville de Lons-le-Saunier avec lors du premier tour 69,24 % d'abstention et au second, 67,29 %.

### Jumelages
| Ville | Ville      | Pays | Pays          | Période     |
| ----- | ---------- | ---- | ------------- | ----------- |
|       | Offenbourg |      | Allemagne     | depuis 1977 |
|       | Ripley     |      | Royaume-Uni   | depuis 1970 |
|       | Touba      |      | Côte d'Ivoire | depuis 1985 |

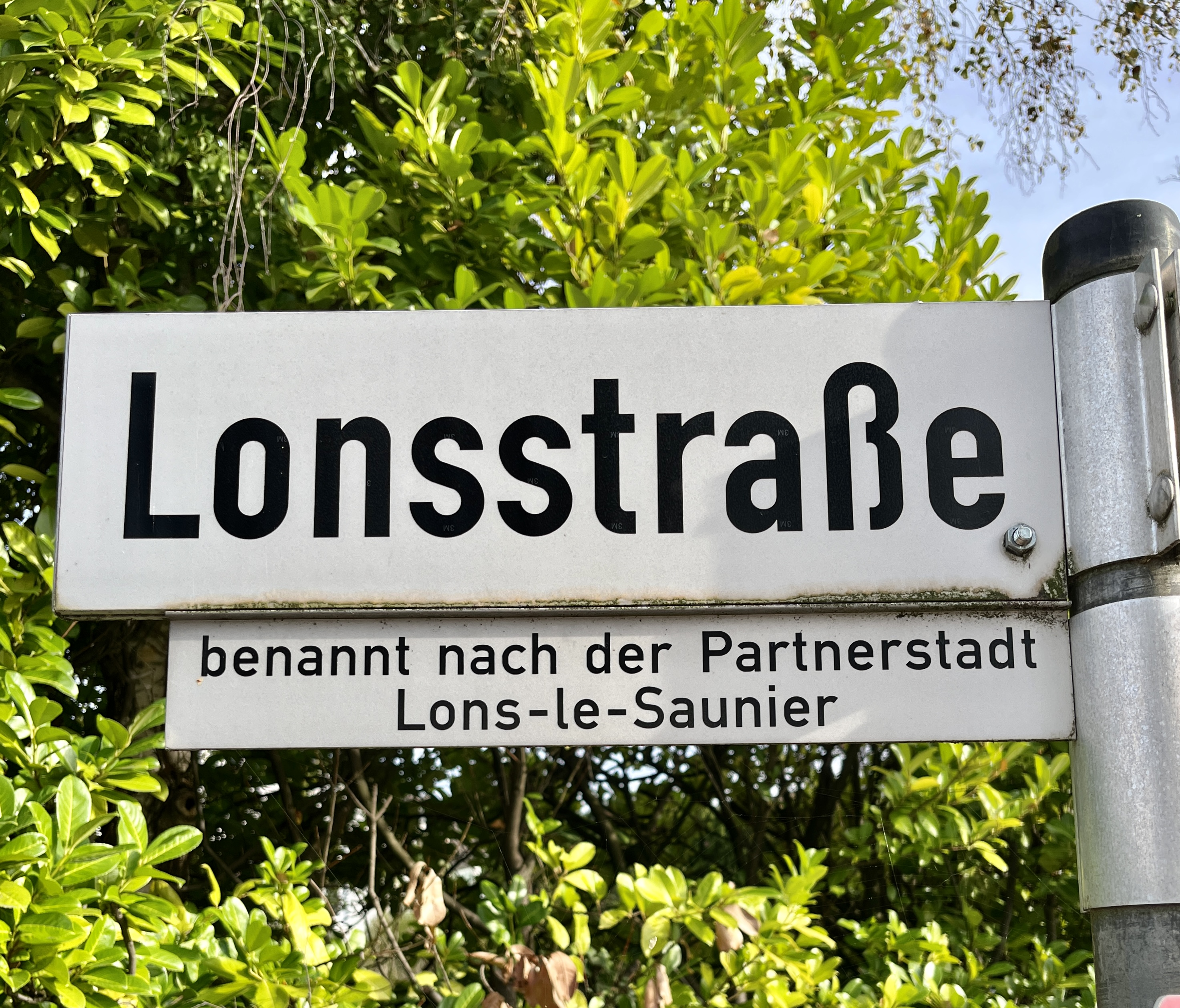
La plaque de rue "Lonsstrasse" à Offenbourg .
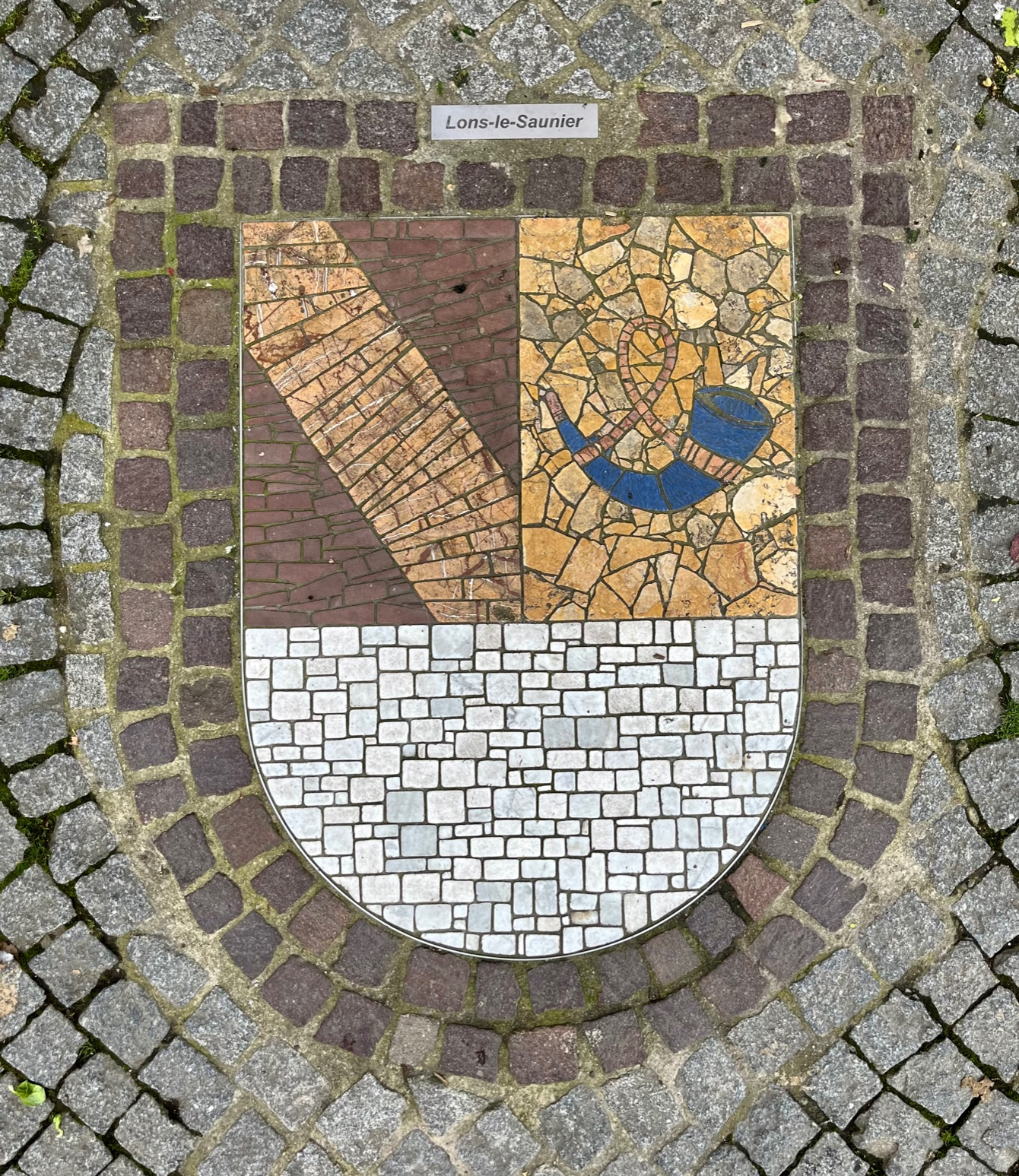
Mosaïque, au sol, dans la commune d'Offenbourg, représentant le blason de Lons-le Saunier.

## Équipements et services publics

### Enseignement
- Collège Saint-Exupéry
- Collège Aristide-Briand
- Collège Rouget-de-Lisle
- Collège-lycée privé  de Sainte-Marie
- Lycée agricole de Mancy
- Lycée général et technologique Jean Michel
- Lycée professionnel Montciel
- Lycée professionnel Le Corbusier

### Santé
Les curistes bénéficient des bienfaits de la source Lédonia depuis 1892 au centre thermal Ledonia, situé dans le parc des bains.
La ville compte un hôpital, le centre hospitalier de Lons-le-Saunier, qui succède à l'Hôtel-Dieu du XVIIIe siècle.

## Population et société

### Démographie
L'évolution du nombre d'habitants est connue à travers les recensements de la population effectués dans la commune depuis 1793. Pour les communes de plus de 10 000 habitants les recensements ont lieu chaque année à la suite d'une enquête par sondage auprès d'un échantillon d'adresses représentant 8 % de leurs logements, contrairement aux autres communes qui ont un recensement réel tous les cinq ans,.

En 2022, la commune comptait 16 942 habitants, en évolution de −2,43 % par rapport à 2016 (Jura : −0,81 %, France hors Mayotte : +2,11 %).
| 1793  | 1800  | 1806  | 1821  | 1831  | 1836  | 1841  | 1846  | 1851  |
| ----- | ----- | ----- | ----- | ----- | ----- | ----- | ----- | ----- |
| 6 740 | 6 041 | 7 314 | 7 796 | 7 918 | 7 684 | 8 565 | 8 781 | 9 410 |

| 1856  | 1861  | 1866  | 1872   | 1876   | 1881   | 1886   | 1891   | 1896   |
| ----- | ----- | ----- | ------ | ------ | ------ | ------ | ------ | ------ |
| 9 456 | 9 862 | 9 943 | 10 701 | 11 391 | 12 373 | 12 290 | 12 610 | 12 116 |

| 1901   | 1906   | 1911   | 1921   | 1926   | 1931   | 1936   | 1946   | 1954   |
| ------ | ------ | ------ | ------ | ------ | ------ | ------ | ------ | ------ |
| 12 935 | 13 133 | 13 927 | 13 152 | 12 651 | 14 101 | 14 661 | 15 568 | 15 030 |

| 1962   | 1968   | 1975   | 1982   | 1990   | 1999   | 2006   | 2011   | 2016   |
| ------ | ------ | ------ | ------ | ------ | ------ | ------ | ------ | ------ |
| 15 924 | 18 769 | 20 942 | 20 105 | 19 144 | 18 483 | 17 879 | 17 496 | 17 364 |

| 2021   | 2022   | - | - | - | - | - | - | - |
| ------ | ------ | - | - | - | - | - | - | - |
| 17 043 | 16 942 | - | - | - | - | - | - | - |

La population de l'aire urbaine (101 communes) est de 58 058 habitants en 2012.

### Vie militaire
Les unités militaires ayant tenu garnison à Lons-le-Saunier sont :
- 44e régiment d'infanterie, 1873-1923[49] ; 1939-1940
- 60e régiment d'infanterie, dissous en 1984[50]

Depuis le 11 novembre 2014, Lons-le-Saunier est jumelée avec le 6e régiment du matériel de Besançon.

## Économie
Lons-le-Saunier est le siège de la Chambre de commerce et d'industrie du Jura, qui gère, avec Kéolis (filiale de la SNCF), l’aéroport de Dole-Jura.
Aujourd'hui, l'économie du Jura a considérablement changé autour de deux principaux pôles : Dole et Lons-le-Saunier.
Lons-le-Saunier bénéficie de sa proximité avec la Suisse et se situe à l’entrée de zones touristiques fréquentées comme le Parc naturel régional du Haut-Jura. Par ailleurs, la position de carrefour de Lons-le-Saunier entre les ensembles géographiques de la plaine jurassienne et des premiers plateaux lui a conféré un rôle de place commerciale importante.

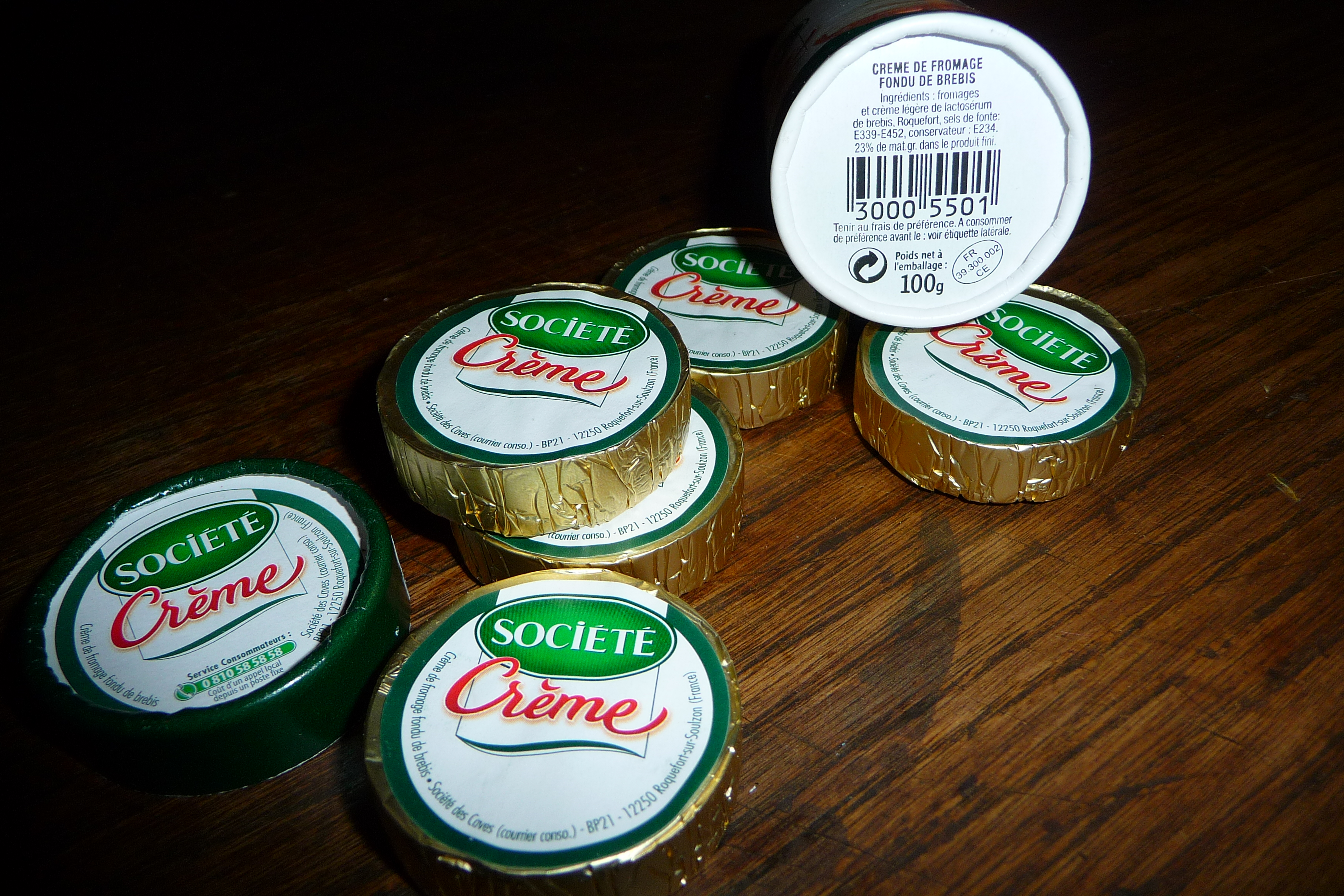
Transformation agroalimentaire fabriquée dans la ville de Lons-le-Saunier à base majoritaire de lactosérum de brebis.

On trouve à Lons-le-Saunier et sa périphérie trois grandes zones d'activités :
- la zone commerciale de Chantrans, la plus récente, dans la commune de Montmorot ;
- la zone commerciale de la Vallière, dont la modernisation est à l'étude ;
- la zone industrielle à cheval sur les communes de Lons-le-Saunier et de Perrigny.

À proximité du centre-ville, se trouve l'usine Bel qui fabrique les célèbres portions de fromage fondu de la marque La vache qui rit et l'usine du groupe Lactalis (Société Fromagère de Lons-Le-Saunier) de fabrication fromagère pour les marques commerciales Président et Société Crème. À la sortie de la ville, sur la route de Bourg-en-Bresse, se trouve la fromagerie de Rivoire-Jacquemin, un des nombreux fabricants de comté (appellation d'origine protégée) .
L'aérodrome de Lons-le-Saunier - Courlaoux a une vocation orientée vers le loisir (ULM notamment) et n'a pas de réelle vocation commerciale (fret ou passager).

### Viticulture
Lons-le-Saunier est une commune viticole du vignoble du Jura, elle se situe dans les aires géographiques de l'AOC Côtes du Jura, l'AOC Crémant du Jura, l'IGP Franche-Comté et l'AOC Macvin du Jura.

## Culture locale et patrimoine

### Monuments et musées
- Liste des monuments historiques de Lons-le-Saunier[53]

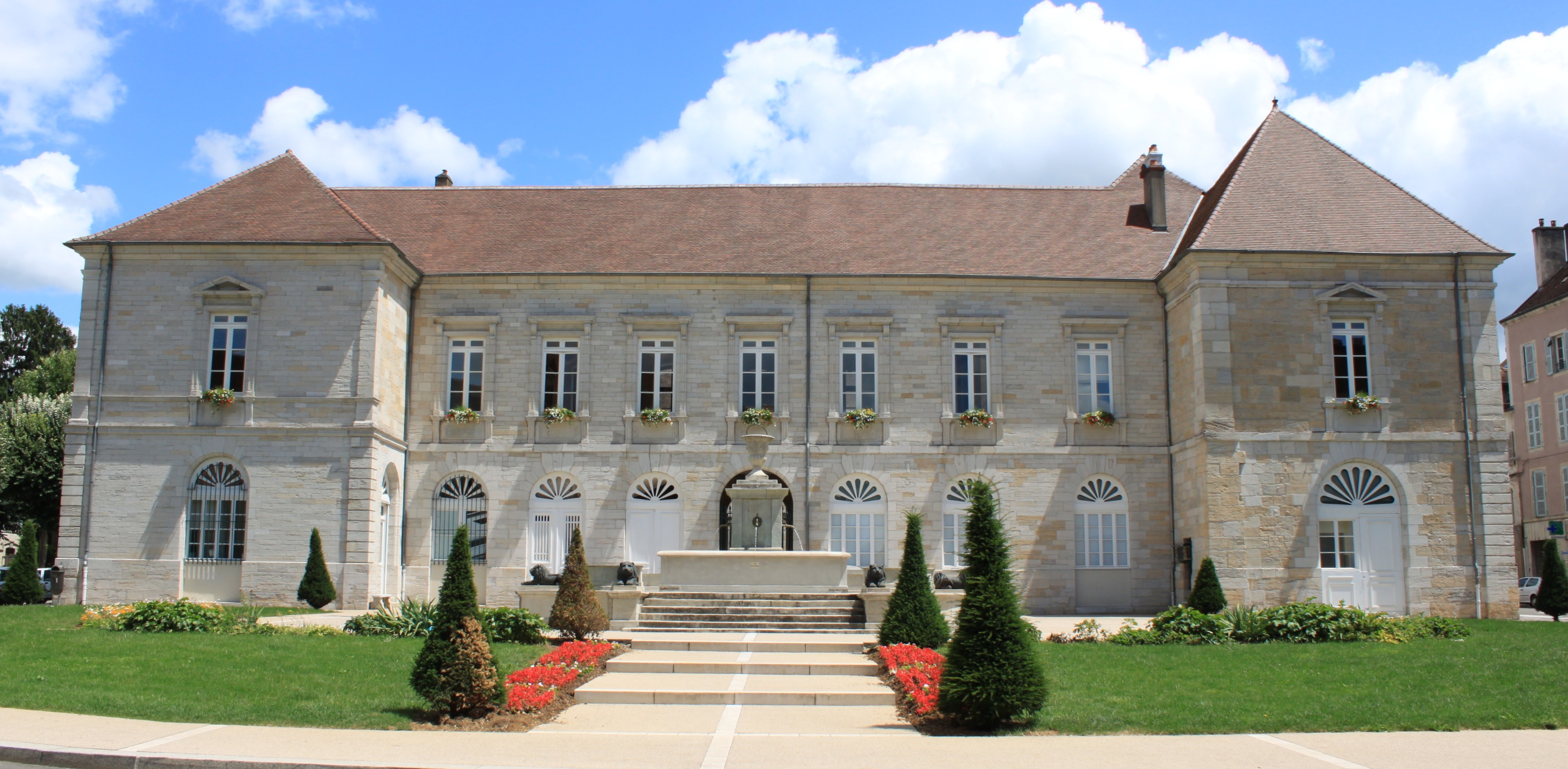
Hôtel d'honneur (ancien hôtel de ville).
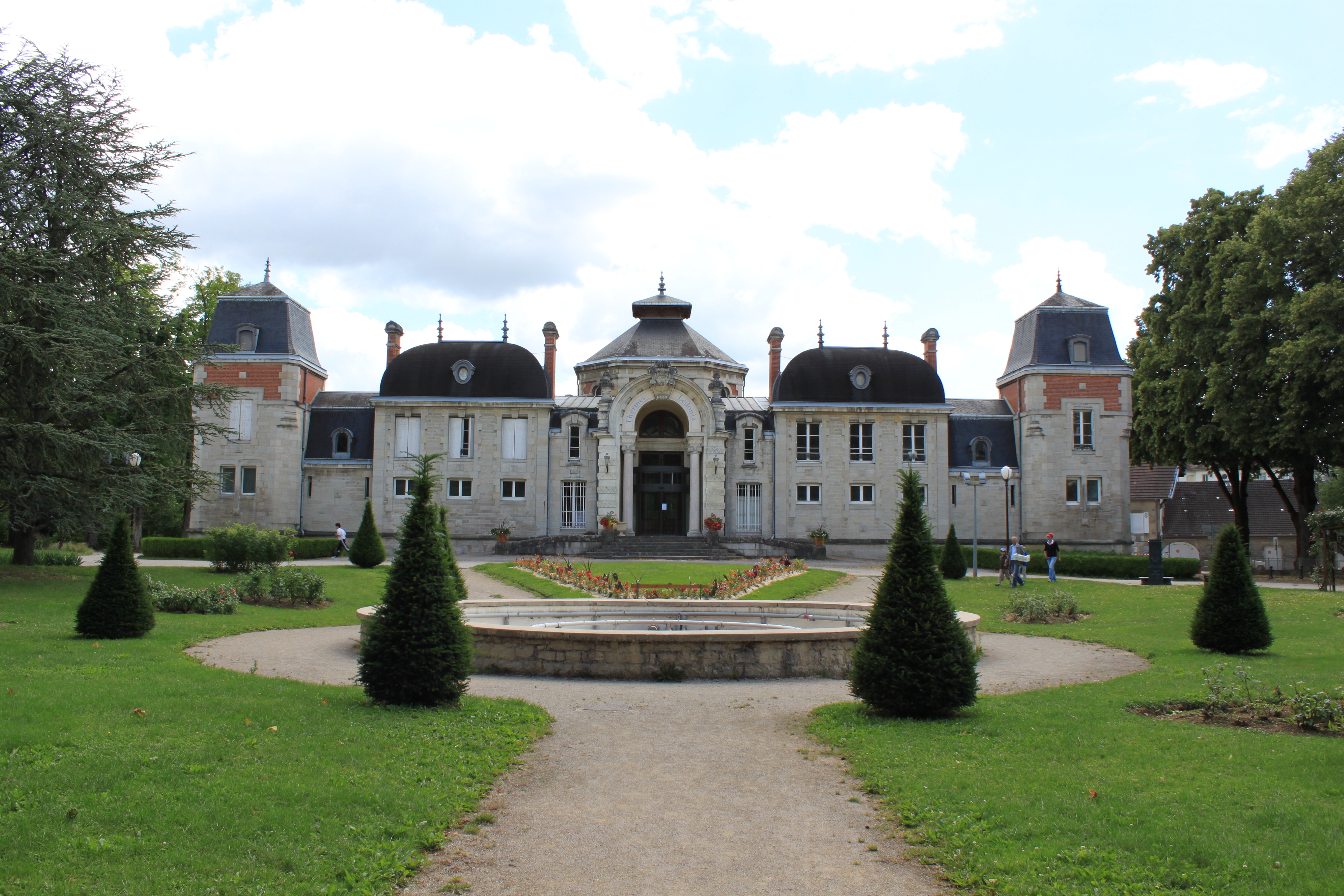
Thermes Lédonia.
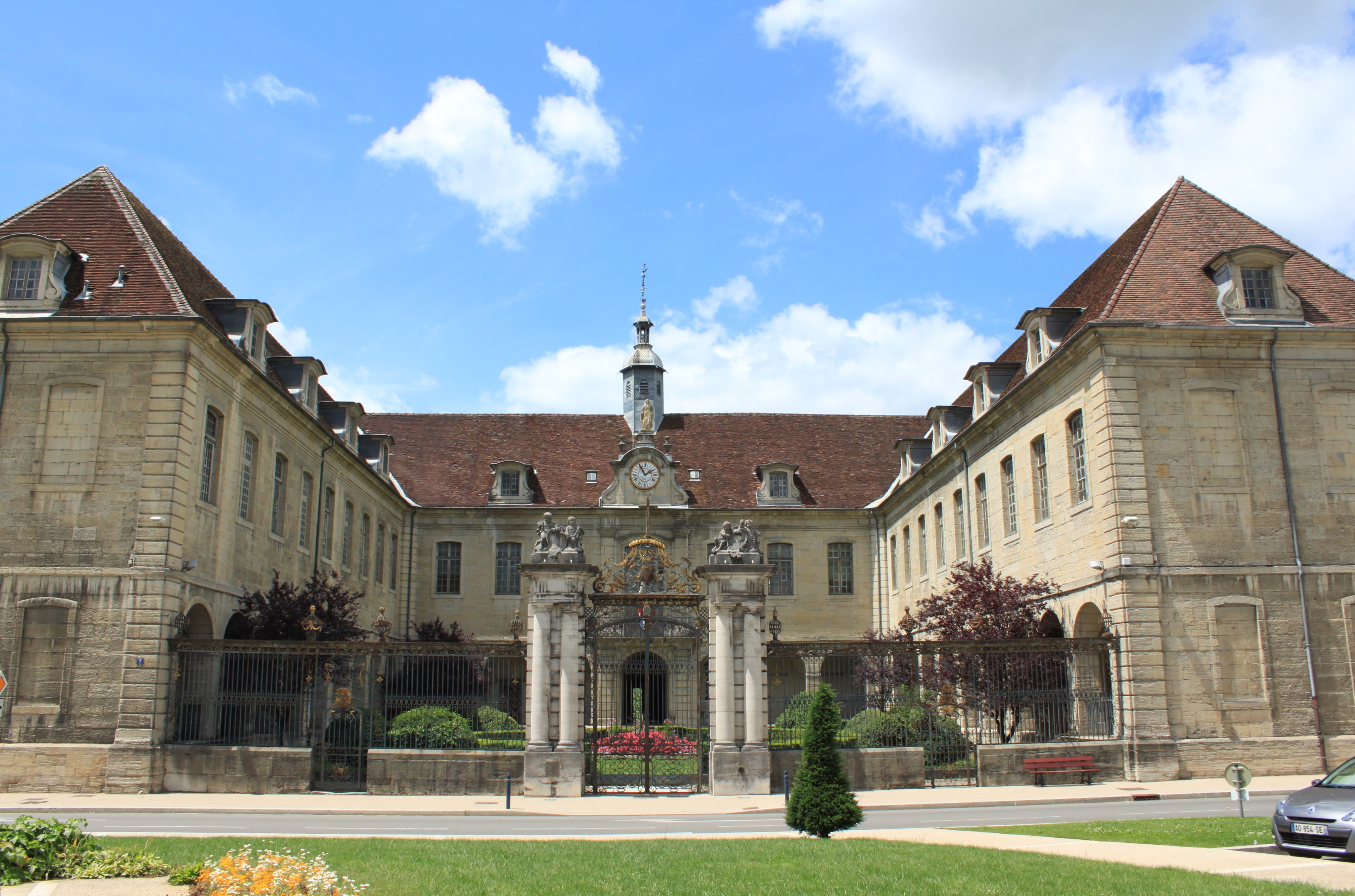
Hôtel-Dieu (XVIIIe siècle).
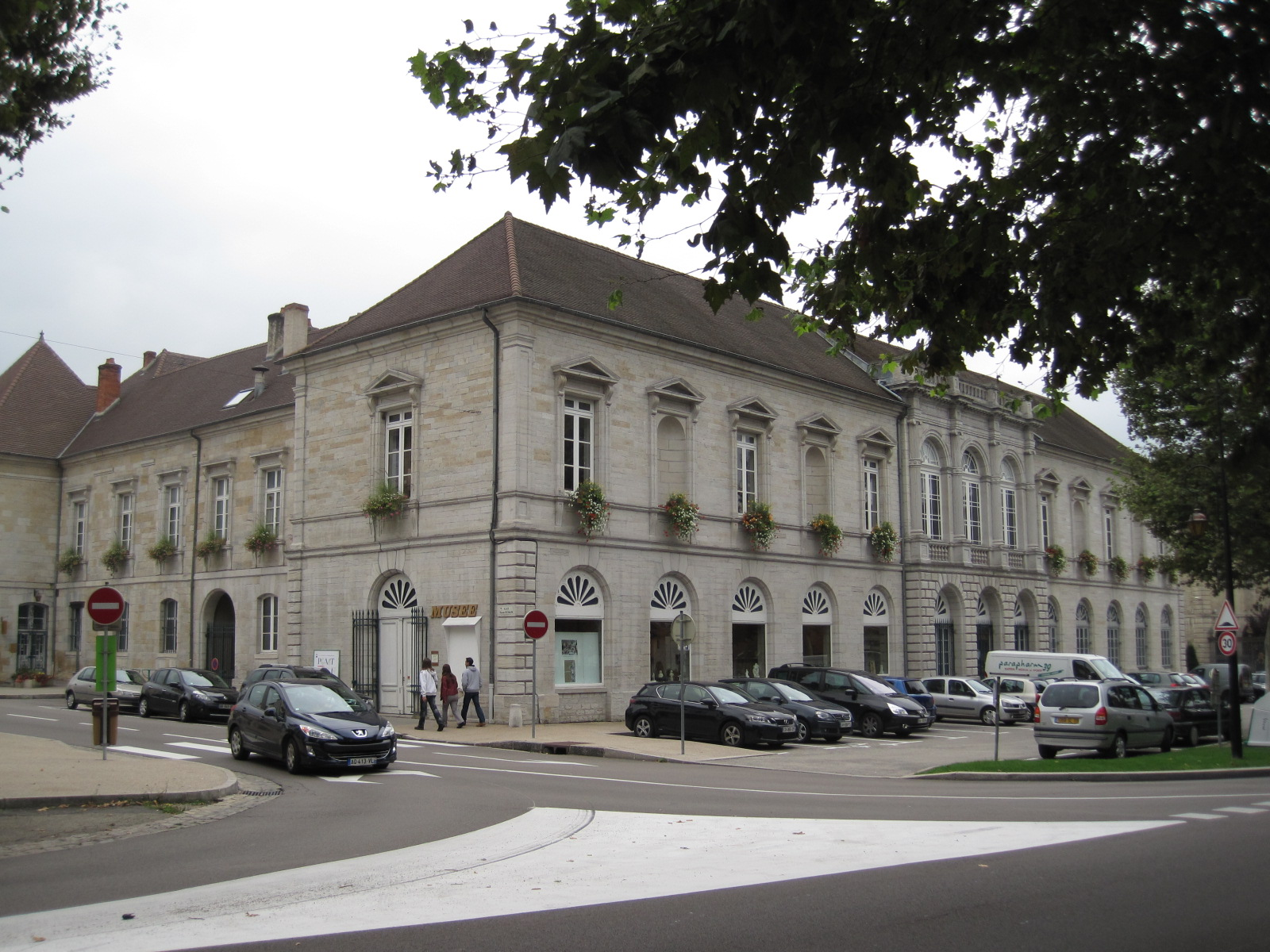
Musée des beaux-arts et d'archéologie.
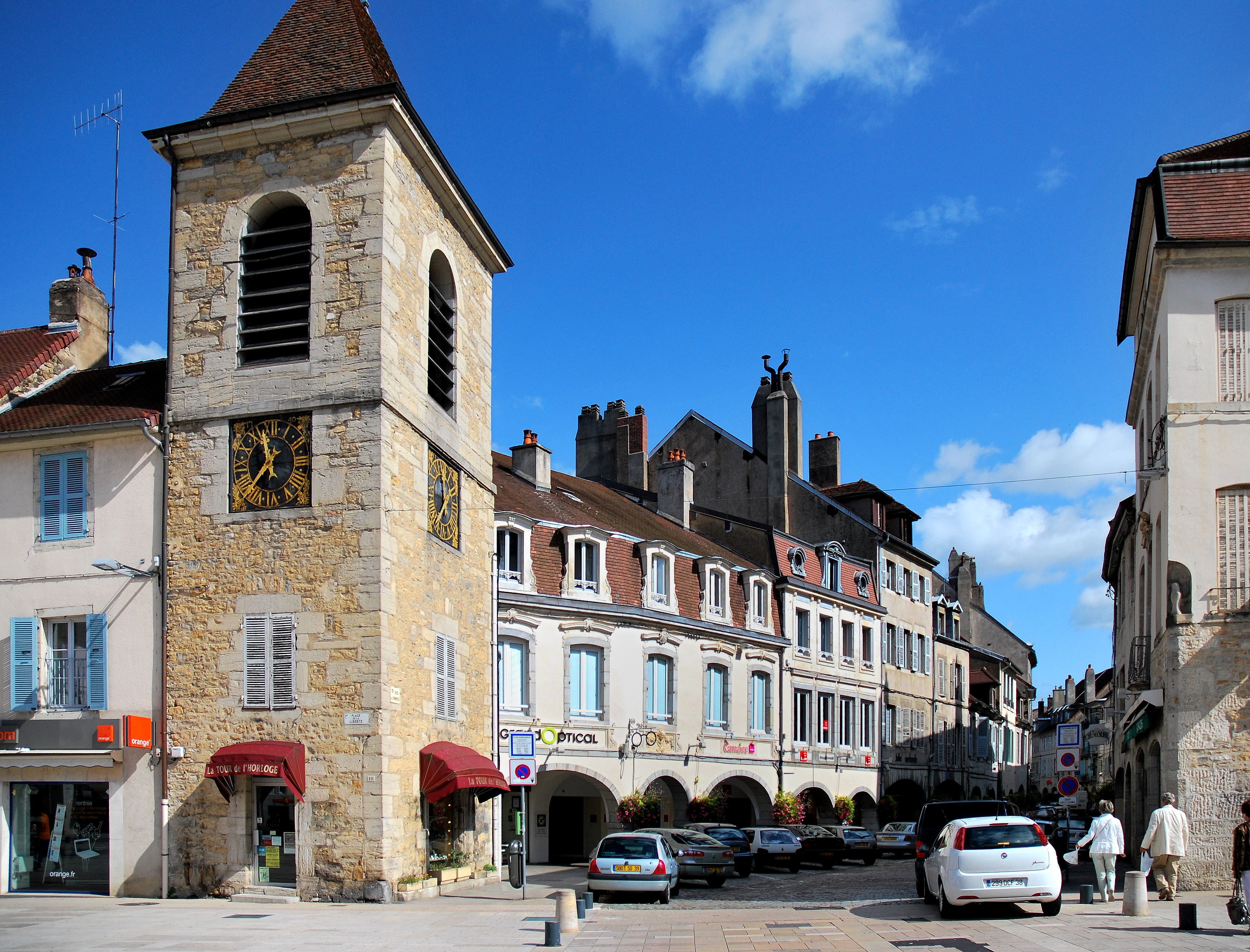
Rue du Commerce et Tour de l'Horloge.
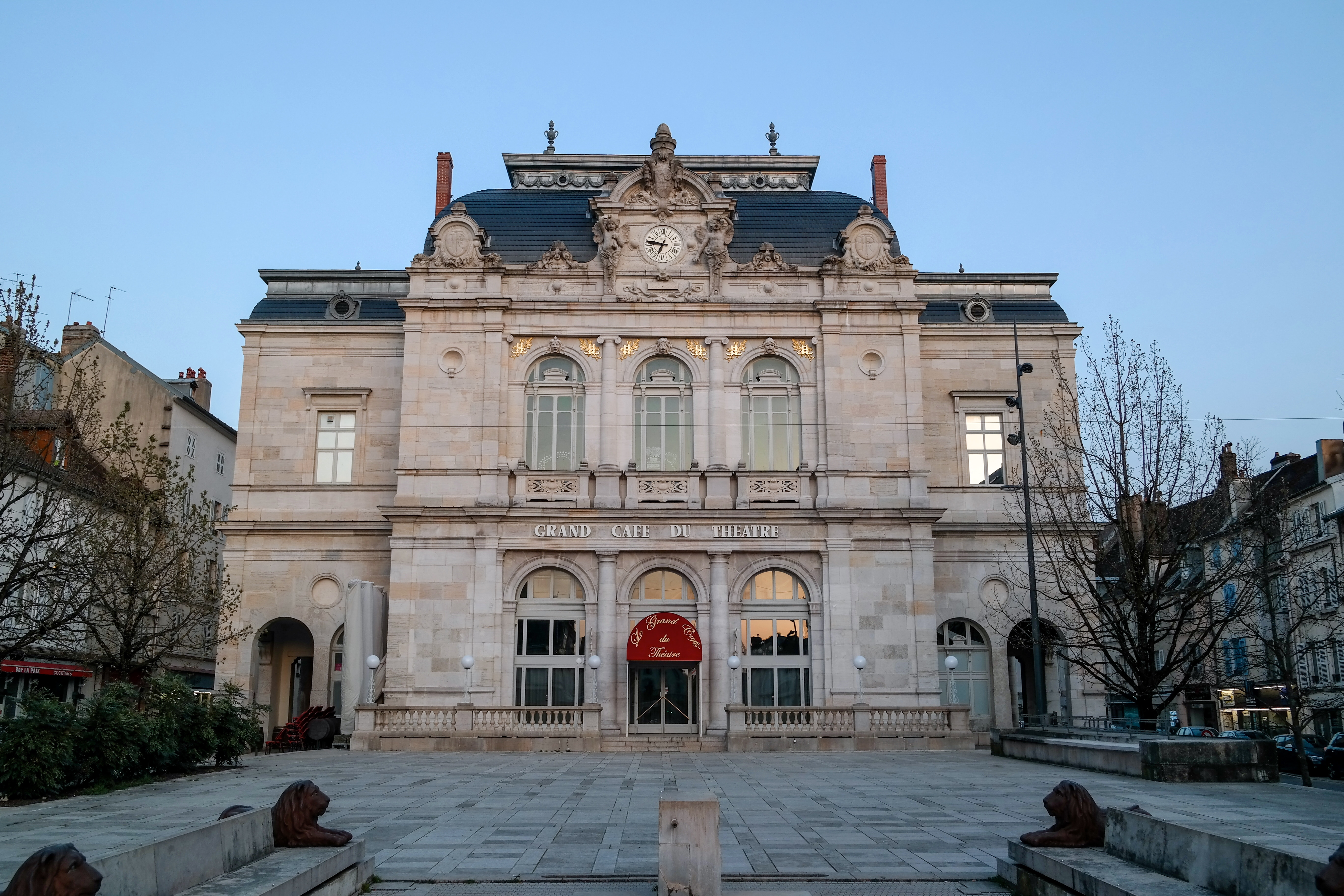
Théâtre.
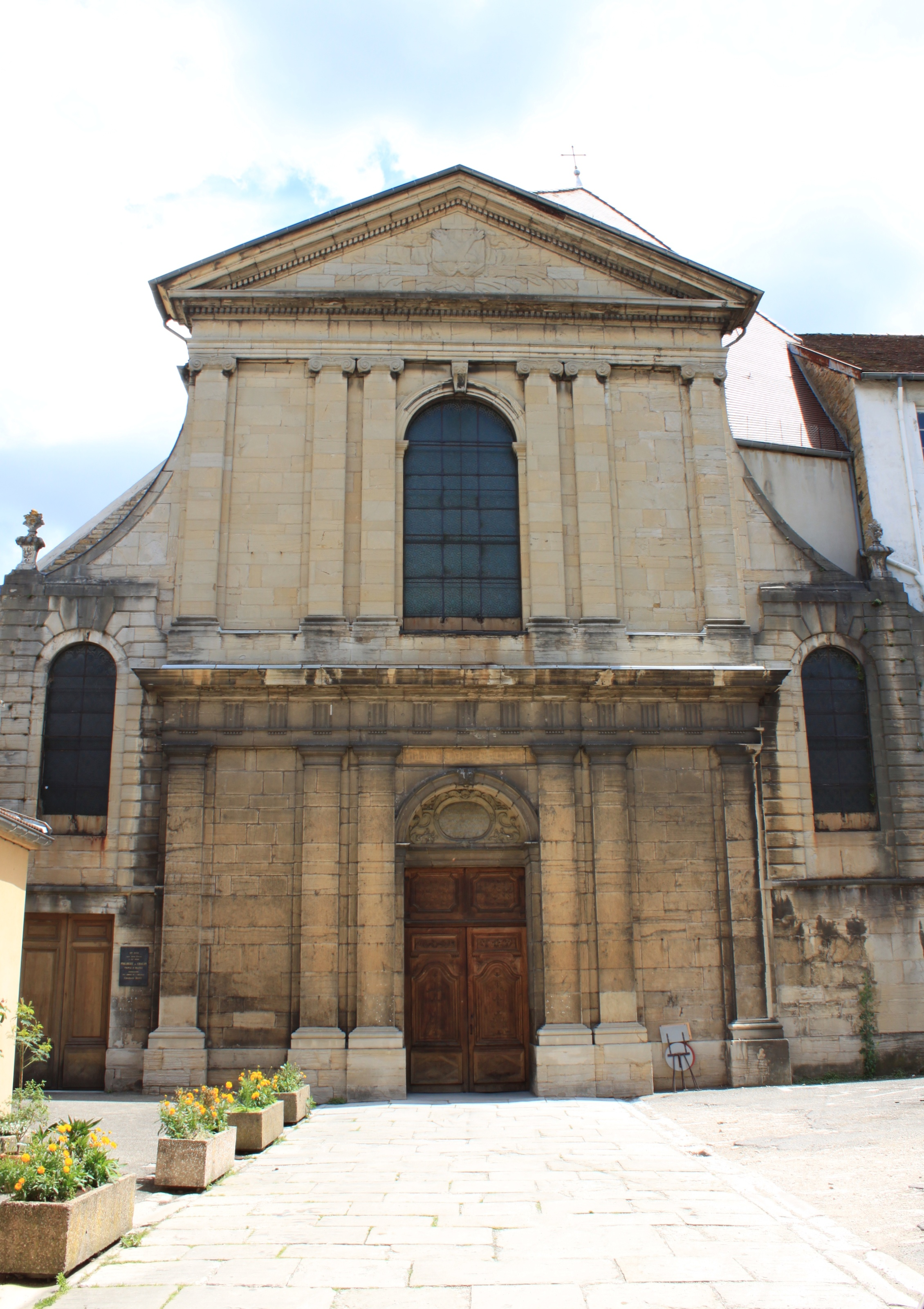
Église des Cordeliers.
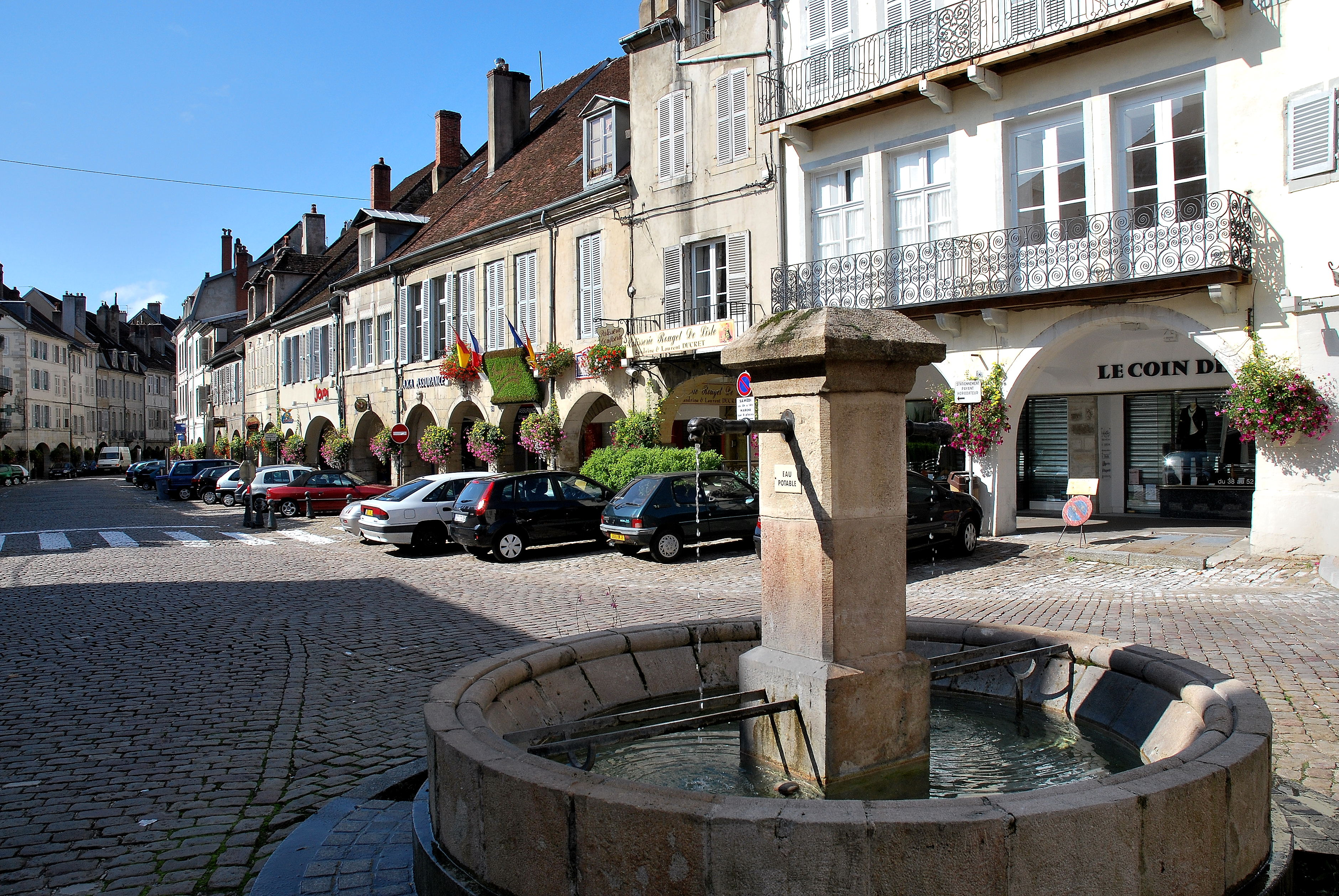
Rue du Commerce
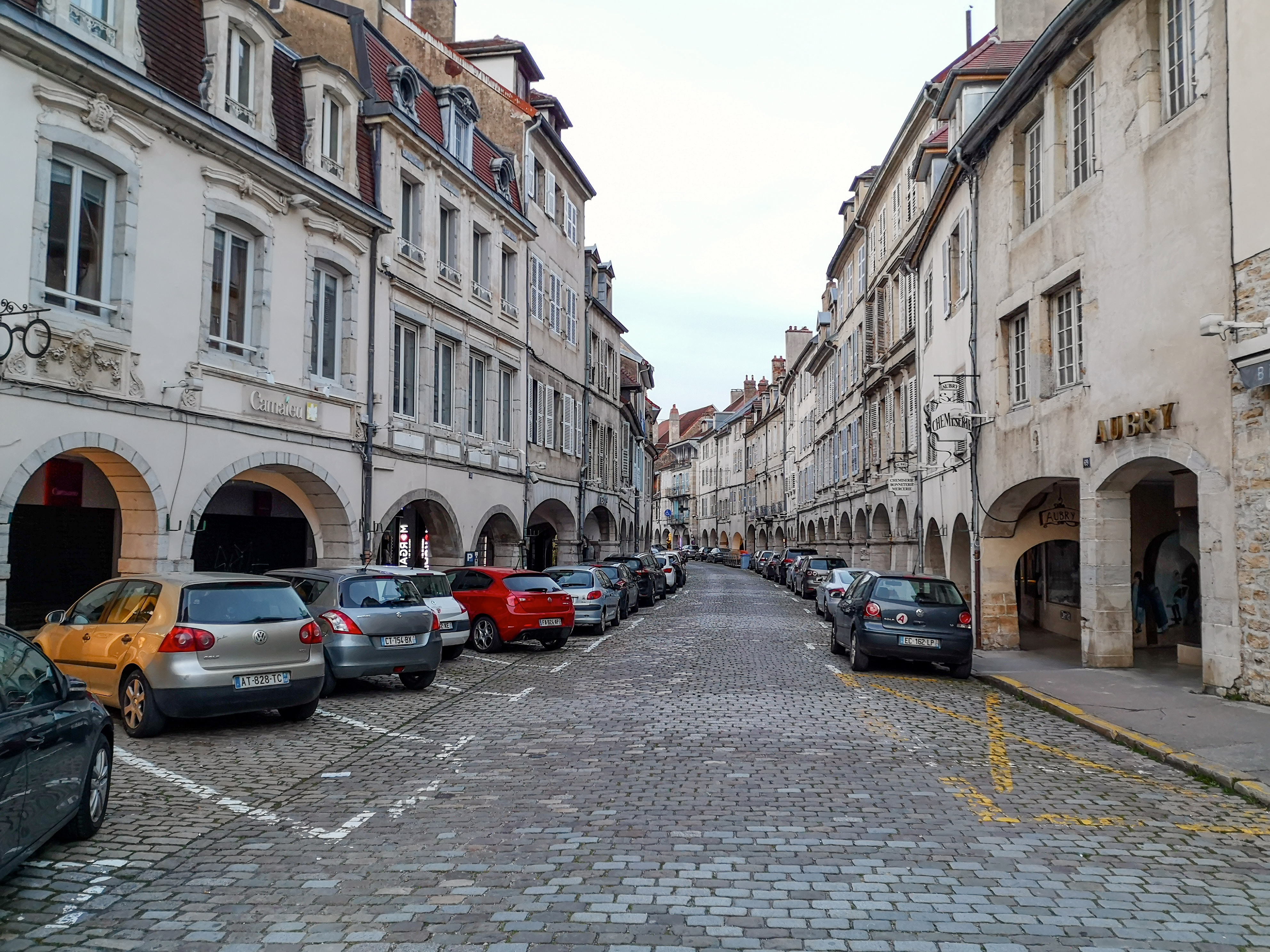
Rue du Commerce.
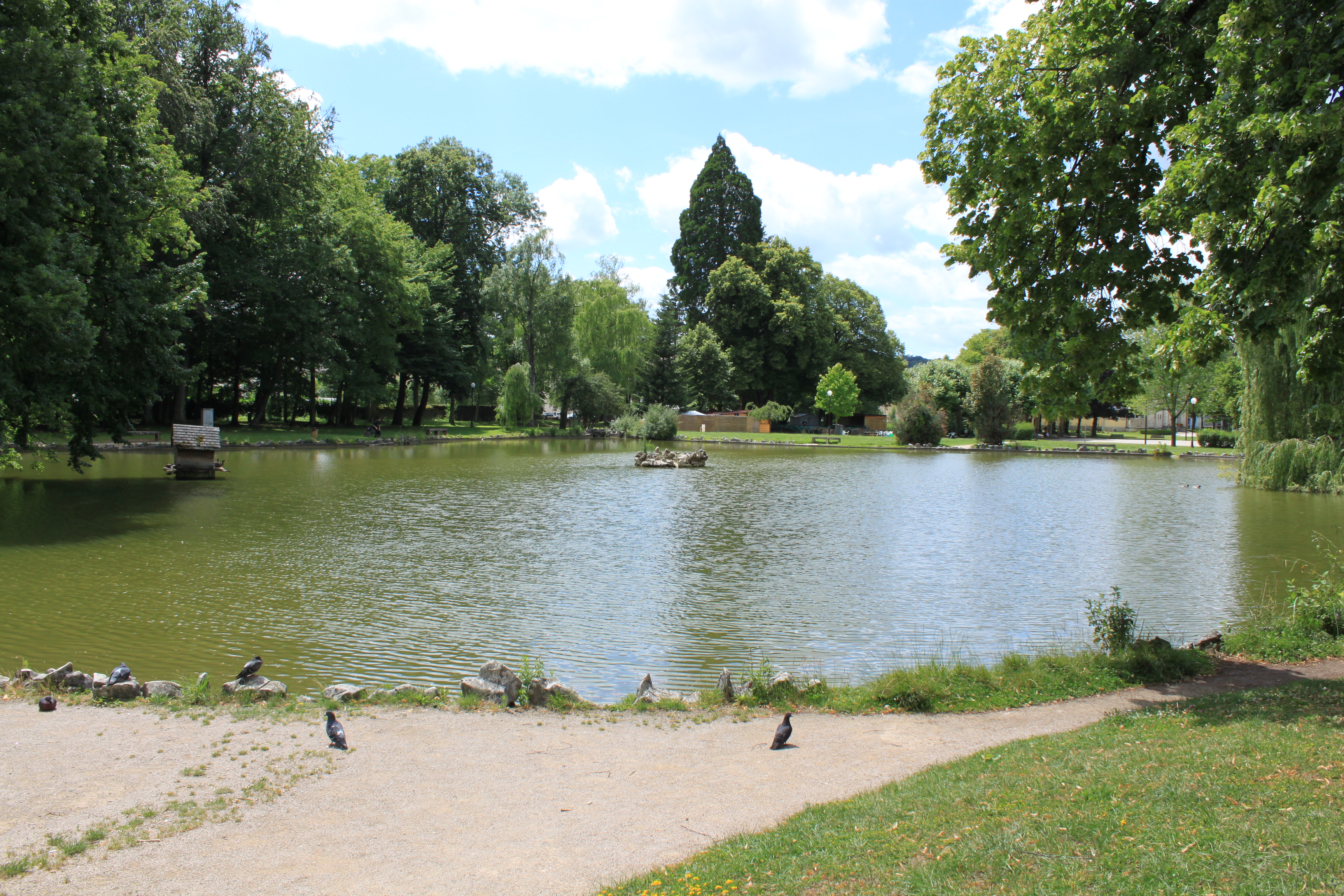
Parc thermal Édouard Guénon.
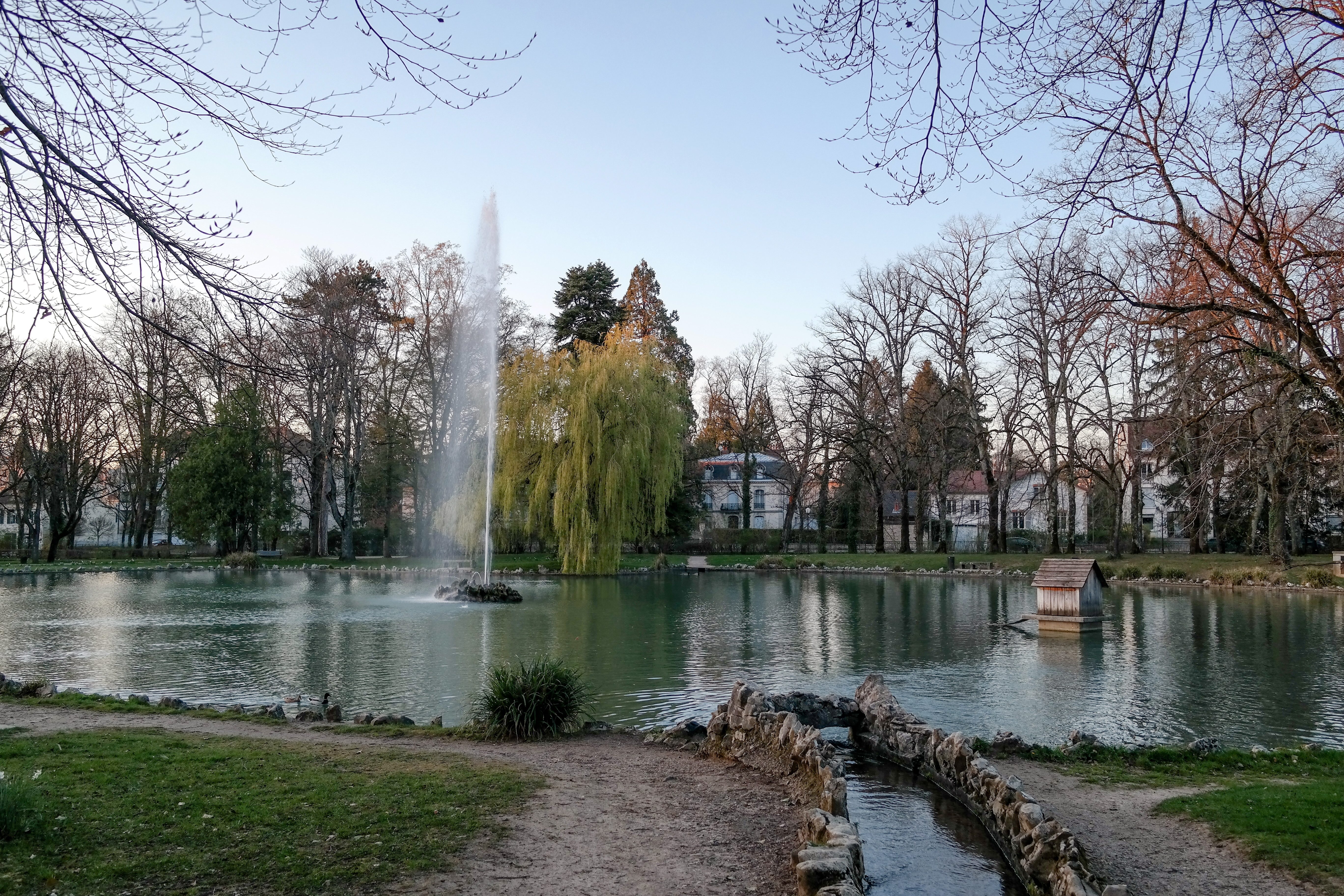
Parc thermal Édouard Guénon, le bassin et le jet.
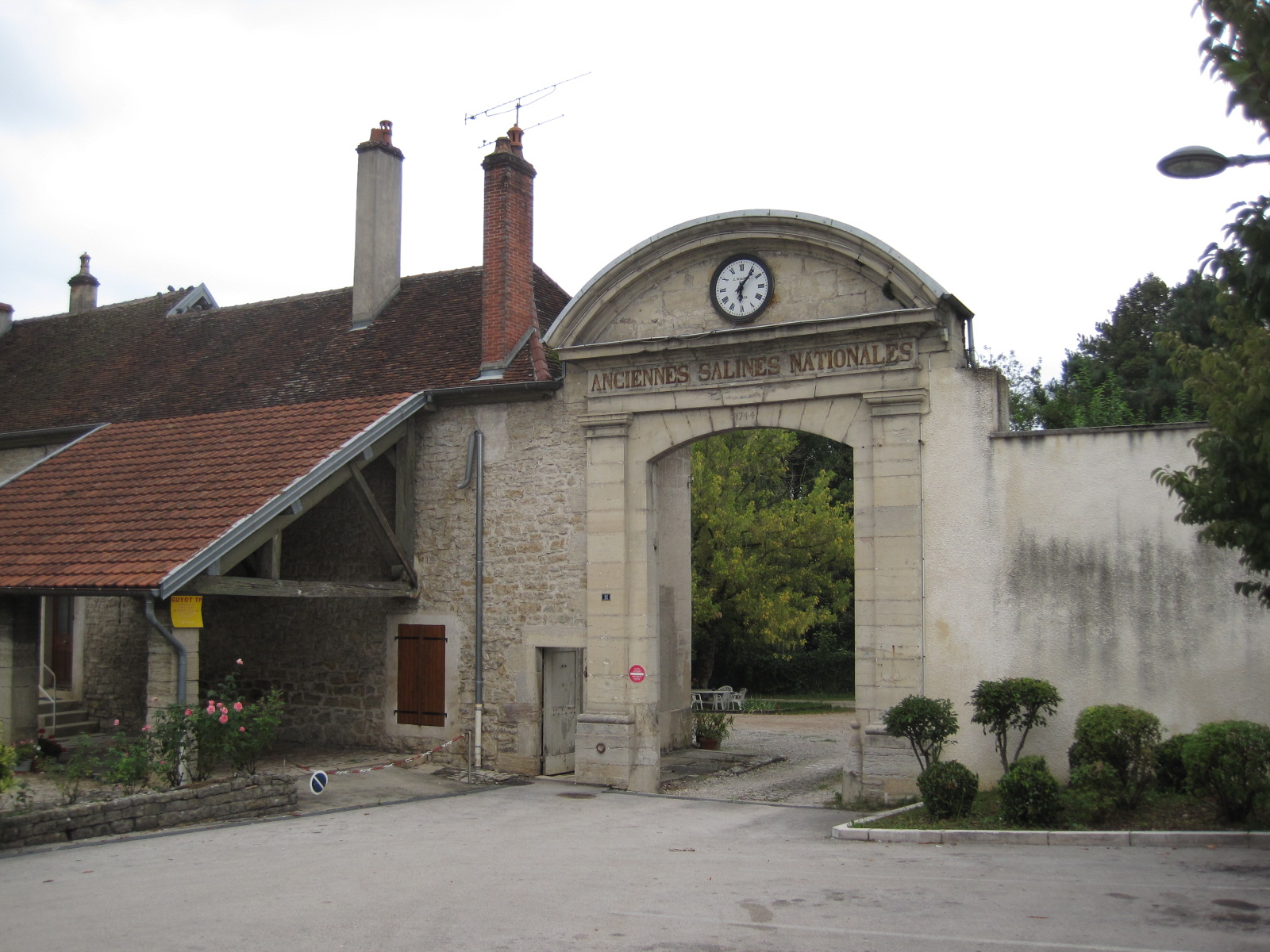
Salines de Lons-le-Saunier / Montmorot.

- Les Thermes Lédonia
- Les salines de Lons-le-Saunier / Puits-Salé
- Le théâtre
- L’hôtel d'honneur (ancien hôtel de ville)
- Hôtel de préfecture du Jura
- Conseil départemental du Jura
- L'hôtel-Dieu (XVIIIe siècle)
- La tour de l'Horloge (XVIIIe siècle)
- La place de la Liberté
- La rue du Commerce avec 146 arcades
- La place de la Comédie
- La place Bichat
- La gare du tacot (station des CFV du Jura) devant la gare PLM
- La statue de Rouget de Lisle
- La statue du général Lecourbe
- La fontaine aux dauphins, rue Perrin
- La fontaine du cygne, place du 11-Novembre
- La fontaine des Salines
- La fontaine aux lions
- La fontaine rue Lecourbe
- La fontaine place Bichat
- La fontaine de la rue du Commerce
- Musée des Beaux-Arts de Lons-le-Saunier
- Maison de La vache qui rit[54]
- Musée Rouget de Lisle
- Orgue de l'église de Cordeliers construit par Joseph et Claude-Ignace Callinet (1843), classé M.H.[55]

### Édifices religieux

#### Catholique
- Église Saint-Désiré, rue Saint-Désiré.
- Église Saint-Pierre-Saint-Paul dite des Cordeliers, rue des Cordeliers.
- Église Saint-Luc, rue des Baronnes aux Mouillères.
- Chapelle de l'Hôtel-Dieu, place de l'Hôtel-Dieu.
- Chapelle Notre-Dame de l'ancien ermitage de Montciel, chemin de Montciel à l'Ermitage.
- Chapelle du collège Rouget de Lisle, rue des Écoles.
- Chapelle du collège Sainte-Marie, rue Saint-Désiré.
- Chapelle de la Petites maison des Pauvres, avenue Camille Prost.
- Chapelle de la Maison de retraite Saint-François d'Assise, rue Marcel Paul.

#### Protestant
- Temple réformé, rue Solvan.
- Église évangélique protestante, rue Fontaine de Rome.

### Personnalités liées à la commune

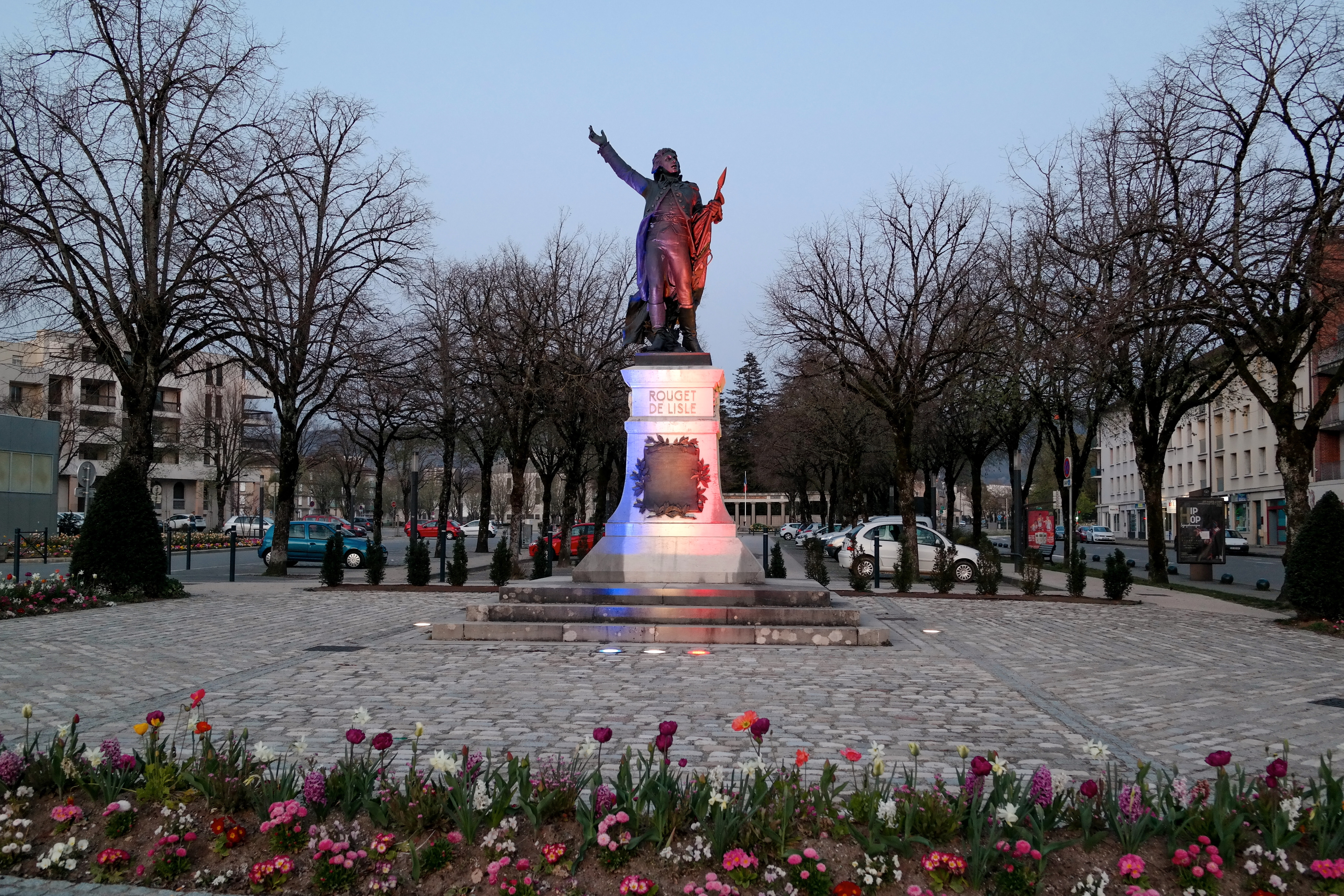
Statue de Rouget de Lisle (1760-1836).

(Par ordre chronologique de naissance.)
- Claude de Vaudrey (1443-1518) chevalier et chef militaire comtois, décédé et inhumé à Lons le Saunier
- Philibert de Chalon, prince Philibert de Chalon-Arlay (Lons-le-Saunier 1502 - Florence, Italie 1530), prince d'Orange, généralissime des armées de Charles Quint.
- Guillaume de Poupet (1506-1583) Abbé de Baume les Messieurs et prieur de Lons le Saunier
- Jean Grivel (1560-1624) juriste et homme politique comtois, né à Lons-le-Saunier
- Marc de Montaigu de Boutavant (v. 1600-1681), militaire, gouverneur de Lons-le-Saunier de 1657 à 1668.
- Christophe de Raincourt (1601-1638), gouverneur de Lons-le-Saunier de mars à juillet 1637
- Théodore Vernier, comte de Montorient (Lons-le-Saunier 1731 - Paris 1818), jurisconsulte et homme politique.
- Jean Louis Voille (Paris 1744 - Lons-le-Saunier 1829), peintre, portraitiste prançais, il exerça son art en Russie à la fin du XVIIIe siècle, revint en France vers 1804 et vécut à Lons-le-saunier jusqu'à sa mort en 1829.
- Jean-Baptiste Pussin (Lons-le-Saunier 1745 - Paris 1811), un des précurseurs de la fonction d'infirmier psychiatrique.
- Antoine Hyacinthe Perrin (1748-?), homme politique né à Lons-le-Saunier, député du Jura de 1791 à 1792.
- René-François Dumas (Jussey 1753 - Paris 1794), maire de Lons-le-Saunier en 1791, révolutionnaire.
- Marie-André Merle (Lons-le-Saunier 1754 - Lyon 1790), maire de Mâcon de 1788 à 1790, député du tiers-état pour le bailliage de Mâcon en 1789, fusillé comme suspect[56].
- Claude Jacques Lecourbe (Besançon 1759 - Belfort 1815), général français de la Révolution et de l’Empire.
- Claude Joseph Rouget de Lisle (Lons-le-Saunier 1760 - Choisy-le-Roi, Val-de-Marne 1836), poète ; auteur de La Marseillaise.
- Jean-Baptiste-Gaspard Roux de Rochelle (Lons-le-Saunier 1762 - Paris 1849), géographe, écrivain, poète et ambassadeur de France.
- Laurent-Marie Janet (Saint-Julien 1768 - Lons-le-Saunier 1841), homme politique.
- Charles Ambroise Gacon (1769-1832), homme politique né à Lons-le-Saulnier, député du Jura en 1815 pendant les Cent-Jours.
- Claude Pierre Rouget (Lons-le-Saunier 1770 - Paris 1833), général de brigade et frère de Rouget de Lisle
- Nicolas Philibert Desvernois (Lons-le-Saunier 1771 - id. 1859), militaire.
- Nicolas Philippe Guye (Lons-le-Saunier 1773 - Saint-Dié, Vosges 1845), général de la Révolution et de l'Empire. .
- Jean-Emmanuel Jobez (Morez 1775 - Lons-le-Saunier 1828), homme politique.
- Adrien Le Vaillant de Bovent (1777-1859), militaire et homme politique né à Lons-le-Saunier, député de l'Oise.
- Désiré Monnier (Lons-le-Saunier 1788 - Domblans 1867), érudit et folkloriste, auteur de plusieurs ouvrages consacrés aux traditions populaires de Franche-Comté au milieu du XIXe siècle.
- François Tamisier (Lons-le-Saunier 1809 - Paris 1880), un officier d'artillerie et homme politique.
- Jean Yanoski (Lons-le-Saunier 1813 - Paris 1851), historien français.
- Louis-Étienne Jousserandot (Lons-le-Saunier 1813 - Genève 1887), avocat, journaliste, préfet et écrivain français, auteur du Diamant de la Vouivre, ayant inspiré Le Médecin des pauvres.
- Louise Crombach (1815- 1894) écrivaine et féministe.
- Jean-Joseph Perraud, sculpteur, il a légué son fonds d'atelier et sa propre collection d'art à la ville de Lons-le-Saunier qui l'expose en son Musée des beaux-arts.
- Louis de Ronchaud (Lons-le-Saunier 1816 - Saint-Germain 1887) : poète et écrivain ; fut conservateur du musée du Louvre et directeur des Musées nationaux.
- Jean-Paul Mazaroz (1823-1900), né à Lons-le-Saunier, sculpteur ébéniste.
- Dom Gréa (Lons-le-Saunier 1828 - 1917) : ecclésiastique français fondateur des Chanoines réguliers de l'Immaculée Conception.
- Maurice Joly (Lons-le-Saunier 1829 - 1878) : avocat, journaliste, écrivain ; auteur du Dialogue aux enfers entre Machiavel et Montesquieu (1864), qui servira, après sa mort, à la composition d'un faux célèbre : Protocoles des sages de Sion.
- Jean-Baptiste Vuillod (1850-1917), homme politique né à Lons-le-Saunier, député du Jura de 1893 à 1897 puis sénateur.
- Edmond Chapuis (1855-1915), homme politique, député du Jura de 1906 à 1915.
- Patrice Mahon dit Art Roë (1865-1914) : écrivain et lieutenant-colonel d'artillerie né à Lons-le-Saunier, élève au lycée Rouget-de-Lisle. Son nom est inscrit au Panthéon parmi les 560 écrivains morts au combat pendant la Première Guerre mondiale.
- Paul Azan (1874-1951) : militaire et historien né à Besançon et décédé à Lons-le-Saunier où était née sa mère.
- Maurice Chevassu (Lons-le-Saunier 1877 – 1957) : chirurgien et urologue français connu pour ses travaux sur le cancer du testicule.
- Auguste Bailly (Lons-le-Saunier 1878 - 1967), écrivain, historien et romaniste.
- René Charles Joseph Maire (Lons-le-Saunier 1878 - 1949) : botaniste, mycologue, membre de l'Institut de France.
- Léon Jenoudet (1885 - Lons-le-Saunier 1972), général français de la Seconde Guerre mondiale.
- Jeanne Bérangère, (Lons-le-Saunier 1887 - Paris 1946), actrice de cinéma et comédienne de théâtre.
- Marcel Étienne Grancher, (Lons-le-Saunier 1897 - Nice 1976) : journaliste et écrivain.
- René Euloge, (Lons-le-Saunier 1900 - Marrakech, Maroc 1985) : écrivain, peintre et photographe.
- André Renaudin (Lons-le-Saunier 1900 - 1997) : journaliste et écrivain.
- Paul-Émile Victor (Genève, Suisse 1907 - Bora Bora, Polynésie française 1995) : célèbre explorateur polaire, scientifique, ethnologue et écrivain ; patron (et fondateur en 1947) des Expéditions polaires françaises durant 29 ans. Il a passé une partie de son enfance à Lons-le-Saunier.
- Charles Petiot (1908-1944), Résistant abattu lors de la Libération de Lons-le-Saunier.
- Docteur Jean Michel (1908 - 1944) : chirurgien de l'hôpital de Lons-le-Saunier torturé et abattu par la gestapo le 27 avril 1944 en représailles des soins apportés à des maquisards blessés. Un lycée de la ville porte son nom.
- Pierre Meunier, secrétaire de Jean Moulin, secrétaire général du Conseil National de la Résistance.
- Nathan Hosanski (Wasilkow, Pologne 1914 - Kaunas, Reval, Estonie 1944): Rabbin, Aumônier auprès des réfugiés alsaciens de 1940 à 1943. Membre de la Résistance, il est déporté et assassiné par les nazis.
- Charles Bochard, Résistant.
- Pierre Fournier, dit Pierre Gascar, (Paris 1916- 1997 Lons-le-Saunier), journaliste, critique littéraire, écrivain, essayiste et dialoguiste, Prix Goncourt 1953.
- René Rémond (Lons-le-Saunier 1918 - Paris 2007) : historien et politologue.
- Adolphe Deledda (1919 - 2003) : coureur cycliste, Champion de France sur route.
- Bernard Clavel (Lons-le-Saunier 1923 - La Motte-Servolex 2010) : écrivain.
- Michel Jouvet (Lons-le-Saunier 1925 - 2017) : neurobiologiste ; l'un des pionniers de l'hypnologie.
- Michel Mathiot (Besançon 1926 - Lons-le-Saunier 1999): Plusieurs fois champion de France de gymnastique, a participé à quatre jeux olympiques (1948,1952,1956,1960)
- Jean Amadou (Lons-le-Saunier 1929 - Neuilly-sur-Seine 2011) : chroniqueur, humoriste, chansonnier, journaliste et écrivain.
- Jean Vuillemey (Clairvaux-les-Lacs 1930 - Lons-le-Saunier 2012) : artiste peintre, maître-verrier.
- François Bel (Lons-le-Saunier 1931 - Paris 2007) : réalisateur et directeur de la photographie, Officier des Arts et des Lettres.
- Antoine Prost (Lons-le-Saunier 1933) : historien.
- Pierre Suard (Lons-le-Saunier 1934) : ingénieur, haut fonctionnaire français, dirigeant de sociétés nationales, ancien président de la Compagnie générale d’électricité, devenue Alcatel.
- Guy Thomas (Ensival 1934 - Lons-le-Saunier 2020) : parolier et poète français ayant écrit plusieurs chansons à succès, notamment pour et en collaboration avec Jean Ferrat.
- Michel Campy (Lons-le-Saunier 1940) : enseignant-chercheur en géologie, spécialiste de la géologie du massif du Jura.
- Guy Canivet (Lons-le-Saunier 1943) : magistrat ; membre du Conseil constitutionnel.
- Jean-François Stévenin (Lons-le-Saunier 1944 - Neuilly-sur-Seine 2021) : acteur et réalisateur.
- Guy Breniaux (Lons-le-Saunier 1946) : artiste peintre.
- Jacques Pélissard (Lyon, Rhône 1946) : homme politique ; maire de Lons-le-Saunier, député et Président des Maires de France.
- Jean-François Solnon (Lons-le-Saunier 1947) : historien français.
- Michel Menin (Lons-le-Saunier, 1948) : funambule français, détenteur de plusieurs records du monde de la discipline.
- Jean-Luc Mélenchon (Tanger, Maroc 1951) : homme politique ayant passé son enfance et commencé son militantisme dans cette ville.
- Michel Grossiord (Lons-le-Saunier 1957) : journaliste.
- Denis Favier (né à Lons-le-Saunier 18 mai 1959) : général d'armée et ancien directeur général de la Gendarmerie nationale.
- Erik Lehmann (Lons-le-Saunier 1960) : entraîneur de basket-ball.
- André Berthozat (Lons-le-Saunier 1964) : rugbyman.
- Sylvain Curinier (Lons-le-Saunier 1969) : kayakiste (club d'Oyonnax) ; médaillé d'argent aux J.O. de Barcelone (1992).
- Jean-Damien Climonet (Lons-le-Saunier 1969) : un skieur acrobatique ; participant aux Jeux olympiques d'hiver de 1998 à Nagano.
- David Linarès (Lons-le-Saunier 1975) : joueur de football, champion de France en 2001 avec l'Olympique Lyonnais.
- Pierre Sage, (Lons-le-Saunier 1979) :  entraîneur de football.
- Robinson Stévenin (Lons-le-Saunier 1981) : acteur.
- Hervé Charton (d) (Lons-le-Saunier 1982) : auteur, metteur en scène, comédien, critique de livres et de théâtre.
- Baptiste Guiton (Messia-sur-Sorne 1984) : comédien, metteur en scène de théâtre, et réalisateur.
- Salomé Stévenin (Lons-le-Saunier 1985) : actrice.
- Romain Guillaume (Lons-le-Saunier 1985) : triathlète.
- Alexis Lograda (Lons-le-Saunier 1991) : violoniste de jazz
- Félix Lambey (Lons-le-Saunier 1994) : joueur de rugby à XV.
- Corentin Grevost (Lons-le-Saunier 1995) : Chanteur, auteur et compositeur, Gagnant de la saison 1 de Rising Star.
- Aslove (Lons-le-Saunier 1995) : disc jockey, auteur-compositeur, producteur et musicien.
- Étienne Fourcade (Lons-le-Saunier 1997) : joueur de rugby a XV.
- Évita Muzic (Lons-le-Saunier 1999) : coureuse cycliste.
- Martin Bourgeois République (Lons-le-Saunier 1999) : biathlète, champion du monde junior en 2019.

### Héraldique
| Blason de Lons-le-Saunier | Blason  | Coupé : au 1er parti au I de gueules à la bande d'or et au II d'or au huchet d'azur, embouché, virolé et lié de gueules, au 2e d'argent plain. Ornements extérieursCroix de guerre 1939-1945 |
| Blason de Lons-le-Saunier | Détails | Ici le huchet est "équipé" d'argent sur la 1re photo et de gueules sur la 2e. Le statut officiel du blason reste à déterminer.                                                               |

### Philatélie
- En 1936, un timbre de 20 centimes vert est émis. Il représente la statue de Rouget de Lisle à Lons-le-Saunier. Il est le premier à avoir fait l'objet d'une vente anticipée le 27 juin 1936, à Lons-le-Saunier. Il porte le n° YT 314.
- En 2006, c'est un timbre de 0,53 euro multicolore qui est émis. Il représente « Rouget de Lisle chantant la Marseillaise » d'après le tableau d'Isidore Pils avec à gauche le village de Montaigu et à droite la ville de Lons-le-Saunier. Il a bénéficié de deux cachets 1er jour, un à Paris le 13 juillet et un second à Lons-le-Saunier le 14 juillet. Il porte le n° YT 3939[58].
- Une flamme postale est éditée en 1989 à l'en-tête Lons-le-Saunier (Jura) 1789-1989 et est sous-titrée Ville natale de Rouget de Lisle ; elle représente deux portées de notes de musique et la statue de l'auteur de l'hymne national.